# Miss Perú
Miss Perú es el principal concurso de belleza nacional que se celebra anualmente desde 1952 y elige a la representante de Perú para competir en Miss Universo.
El certamen es conocido internacionalmente por conseguir la primera corona de Miss Universo en la historia de América Latina y de habla hispana, que fuera lograda por Gladys Zender, Miss Perú 1957, quien ganó el título de Miss Universo 1957.
La actual Miss Perú 2025 es Karla Bacigalupo.

## Historia
El Perú realizó su primer evento de belleza en 1930, siendo elegida Emma McBride como la primera Miss Perú (Señorita Perú) de la historia. Este concurso fue promovido por el diario La Crónica y la revista Variedades y realizado en el Country Club Lima Hotel. Emma después de ser recibida en Palacio de Gobierno por el presidente Augusto B. Leguía, se trasladó a Miami para participar en el Concurso Latinoamericano de Belleza, donde finalmente obtuvo el tercer lugar.
Perú concursó por primera vez en el Miss Universo desde 1952 y en el Miss Mundo desde 1959.

### Participación en Miss Universo
El primer certamen en el que se eligió una representante peruana para el Miss Universo se dio en el año 1952 en donde se coronó a Ada Gabriela Bueno. La organización del concurso recaía en el diario La Crónica con la participación de representantes de todo el Perú.
En el año 1957, se eligió a Gladys Zender como Miss Perú Universo; luego de ello, participó en el Miss Universo 1957 de Long Beach, en donde resultó ganadora, convirtiéndose en la primera latinoamericana y de habla hispana en obtener el título.
En el año 1973, Perú no pudo enviar a su representante Mary Núñez Bartra a la ceremonia de Miss Universo 1973 en Grecia por disposición del entonces presidente Juan Velasco Alvarado, ya que no se tenía buenas relaciones con los Estados Unidos que era el país originario del concurso.
En el año 1982, el Perú se convirtió en el primer país sudamericano en albergar el Miss Universo, el certamen se llevó a cabo en el Coliseo Amauta en Lima el 26 de julio de 1982. La ganadora fue Karen Baldwin de 18 años, de Canadá. El programa fue transmitido vía satélite por la cadena norteamericana CBS con la colaboración de Panamericana Televisión. En esta edición el Perú fue representado por Francesca Zaza quien se ubicó entre las 12 semifinalistas y ganó el premio al mejor traje típico.
En 1987, Jessica Newton representó al país en el Miss Universo 1987 en Singapur, la ganadora de esta edición fue la chilena Cecilia Bolocco y Jessica se ubicó entre las 10 semifinalistas. Newton organizó el certamen de Miss Perú y preparó a las reinas peruanas para el Miss Universo y Miss Mundo de 1992 a 2004 a cargo de su agencia de talentos D'Elite.
Recién en el año 1996, el Perú vuelve a tener una representante en el Top 10 del Miss Universo 1996 con Natalí Patricia Sacco Ángeles.
El 16 de abril de 2005, Débora Sulca, representante de Cajamarca, fue coronada Miss Perú Universo y compitió en Tailandia por el título de Miss Universo 2005, quedando dentro del Top 10.
A finales de 2014, se anunció que el certamen se organizará de manera individual y no junto al Miss World Perú. La dirección del concurso recae en Newton, quien luego de 10 años vuelve a organizar la competencia. En 2018 se abrió la postulación para Miss Teen Universe, por medio del certamen La pre.
En el Miss Universo 2020, Janick Maceta logró alcanzar la posición de 2.ª finalista, siendo esta la mejor participación peruana desde Gladys Zender en 1957.

## Concurso
El proceso de selección de la Miss Perú empieza por certámenes regionales o distritales, en los cuales se eligen representantes de la localidad para el concurso nacional. Desde 2005 se dividen en dos tipos de certámenes Miss Perú Universo y Miss Perú Mundo.
El concurso reúne a participantes de todo el país, incluidas mujeres peruanas que representan a su comunidad en el extranjero. El certamen es transmitido por las principales cadenas de televisión del país durante su historia.
La presidenta de la organización y directora nacional es Jessica Newton, reconocida por ser Miss Perú 1987 y semifinalista de Miss Universo 1987.
La ganadora del Miss Perú representa tradicionalmente a Perú en el certamen internacional de Miss Universo, mientras que las finalistas también tienen la oportunidad de representar al país a nivel internacional en concursos como Miss Internacional, Miss Supranacional y Miss Grand Internacional principalmente.

#### Títulos internacionales ganados
- Gladys Zender - Miss Universo 1957.
- Madeline Hartog-Bel - Miss Mundo 1967.
- Silvia Higueras - Miss Maja Internacional 1983
- Lucila Boggiano - Señora Mundo 1989.
- Jessica Tapia - Miss Asia Pacífico Internacional 1994.
- Luciana Farfán - Miss Asia Pacífico Internacional 2001.
- Maju Mantilla - Miss Mundo 2004.
- Laura Spoya - Miss América Latina del Mundo 2016.
- Ivana Yturbe - Reina Mundial del Banano 2016.
- Milett Figueroa - Miss Super Talent of the World 2016.
- María José Lora - Miss Grand Internacional 2017.
- Elena Olcese - Miss Atlántico Internacional 2018.
- Janet Leyva - Top Model of the World 2018.
- Suheyn Cipriani - Miss Eco Internacional 2019.
- Pierinna Patiño - Top Model of the World 2020.
- Arlette Rujel - Reina Hispanoamericana 2022.
- Maryori Morán - Miss Mesoamérica 2023.
- Luciana Fuster - Miss Grand Internacional 2023.
- Maricielo Gamarra - Reina Hispanoamericana 2023-24.

Las representantes peruanas en los más importantes certámenes de belleza a nivel internacional para el período 2025 son: *
| Representación internacional Miss Perú (2025) | Representación internacional Miss Perú (2025) | Representación internacional Miss Perú (2025) | Representación internacional Miss Perú (2025) | Representación internacional Miss Perú (2025) | Representación internacional Miss Perú (2025) | Representación internacional Miss Perú (2025) | Representación internacional Miss Perú (2025) | Representación internacional Miss Perú (2025) | Representación internacional Miss Perú (2025) | Representación internacional Miss Perú (2025) |
| Miss Universe Perú                            | Miss International Perú                       | Miss Grand Perú                               | Miss Supranational Perú                       | Miss Earth Perú                               | Reina Hispano-americana Perú                  | Miss Mesoamérica Perú                         | Miss Cosmo Perú                               | Mister Supranational Perú                     | Mister Global Perú                            | Mister Manhunt Perú                           |
| --------------------------------------------- | --------------------------------------------- | --------------------------------------------- | --------------------------------------------- | --------------------------------------------- | --------------------------------------------- | --------------------------------------------- | --------------------------------------------- | --------------------------------------------- | --------------------------------------------- | --------------------------------------------- |
| Karla Bacigalupo                              | Nathie Quijano                                | Por determinar                                | Mayra Messa                                   | Por determinar                                | Nikita Palma                                  | Daniela Mendieta                              | Por determinar                                | Eleazar Moreno                                | Luigi Morón                                   | Aldo Martínez                                 |

- La organización Miss Perú sólo entrega los títulos de las representantes a Miss Universo, Miss Grand Internacional, Miss Internacional, Miss Supranational, Miss Charm Internacional, Miss Turismo Mundo, Nuestra Latinoamericana Universal, Reina Hispanoamericana, Miss Mesoamérica Internacional, Miss Orb Internacional y Miss Cosmo Internacional. Las candidatas designadas en los demás certámenes internacionales son elegidas por otras organizaciones.
- Las franquicias de los certámenes internacionales están directamente a cargo de la Organización Miss Perú.

## Ganadoras del certamen

### Miss Perú
| Año  | Ganadora                                                                                        | Representación                                                                                  | Edad                                                                                            | Estatura                                                                                        | Lugar del evento                                                                                | Fecha                                                                                           | Participantes                                                                                   |
| ---- | ----------------------------------------------------------------------------------------------- | ----------------------------------------------------------------------------------------------- | ----------------------------------------------------------------------------------------------- | ----------------------------------------------------------------------------------------------- | ----------------------------------------------------------------------------------------------- | ----------------------------------------------------------------------------------------------- | ----------------------------------------------------------------------------------------------- |
| 1952 | Ada Gabriela Bueno Böttger                                                                      | Apurímac                                                                                        | 18                                                                                              | 1,70 m                                                                                          | Club Lawn Tennis de la Exposición, Lima                                                         | 7 de junio de 1952                                                                              | 17                                                                                              |
| 1953 | Mary Ann Sarmiento Hall                                                                         | Ucayali                                                                                         | 17                                                                                              | 1,67 m                                                                                          | Teatro Municipal de Lima                                                                        | 26 de junio de 1953                                                                             | 37                                                                                              |
| 1954 | Isabella León Velarde Dancuart                                                                  | Lima                                                                                            | 18                                                                                              | 1,67 m                                                                                          | Teatro Municipal de Lima                                                                        | 26 de julio de 1954                                                                             | 17                                                                                              |
| 1955 | No se realizó el certamen nacional Miss Perú 1955 debido a la situación política del país.      | No se realizó el certamen nacional Miss Perú 1955 debido a la situación política del país.      | No se realizó el certamen nacional Miss Perú 1955 debido a la situación política del país.      | No se realizó el certamen nacional Miss Perú 1955 debido a la situación política del país.      | No se realizó el certamen nacional Miss Perú 1955 debido a la situación política del país.      | No se realizó el certamen nacional Miss Perú 1955 debido a la situación política del país.      | No se realizó el certamen nacional Miss Perú 1955 debido a la situación política del país.      |
| 1956 | Lola Sabogal Morzán                                                                             | Callao                                                                                          | 21                                                                                              | 1,67 m                                                                                          | Teatro Municipal de Lima                                                                        | 9 de julio de 1956                                                                              | 15                                                                                              |
| 1957 | Gladys Rosa Zender Urbina                                                                       | Loreto                                                                                          | 17                                                                                              | 1,73 m                                                                                          | Teatro Municipal de Lima                                                                        | 6 de julio de 1957                                                                              | 15                                                                                              |
| 1958 | Beatriz Boluarte Figueroa                                                                       | Lima Provincia                                                                                  | 19                                                                                              | 1,75 m                                                                                          | Teatro Municipal de Lima                                                                        | 5 de julio de 1958                                                                              | 16                                                                                              |
| 1959 | Guadalupe Mariátegui Hawkins                                                                    | Callao                                                                                          | 18                                                                                              | 1,70 m                                                                                          | Teatro Municipal de Lima                                                                        | 15 de julio de 1959                                                                             | 16                                                                                              |
| 1960 | Medallit Gallino Rey                                                                            | Lambayeque                                                                                      | 19                                                                                              | 1.75 m                                                                                          | Teatro Municipal de Lima                                                                        | 28 de junio de 1960                                                                             | 16                                                                                              |
| 1961 | Carmela Stein Bedoya                                                                            | Ayacucho                                                                                        | 20                                                                                              | 1,70 m                                                                                          | Teatro Municipal de Lima                                                                        | 8 de junio de 1961                                                                              | 15                                                                                              |
| 1962 | Silvia Dedekind Marazzani                                                                       | Lima Provincia                                                                                  | 24                                                                                              | 1,70 m                                                                                          | Salón de actos del diario La Crónica                                                            | 1 de julio de 1962                                                                              | Designada tras concurso interno del diario La Crónica.                                          |
| 1963 | Dora Toledano Godier                                                                            | Loreto                                                                                          | 18                                                                                              | 1,67 m                                                                                          | Teatro Municipal de Lima                                                                        | 6 de julio de 1963                                                                              | 14                                                                                              |
| 1964 | Miluska Vondrak Steel                                                                           | Piura                                                                                           | 20                                                                                              | 1,74 m                                                                                          | Teatro Municipal de Lima                                                                        | 16 de julio de 1964                                                                             | 23                                                                                              |
| 1965 | Frieda Holler Figallo                                                                           | Lima                                                                                            | 20                                                                                              | 1.67 m                                                                                          | Teatro Municipal de Lima                                                                        | 3 de julio de 1965                                                                              | 16                                                                                              |
| 1966 | Madeleine Hartog-Bel Houghton                                                                   | Arequipa                                                                                        | 20                                                                                              | 1.67 m                                                                                          | Teatro Alcázar, Lima                                                                            | 4 de julio de 1966                                                                              | 16                                                                                              |
| 1967 | Mirtha Calvo Sommaruga                                                                          | Callao                                                                                          | 19                                                                                              | 1.75 m                                                                                          | Cine El Pacífico, Lima                                                                          | 27 de junio de 1967                                                                             | 21                                                                                              |
| 1968 | María Esther Brambilla                                                                          | Amazonas                                                                                        | 19                                                                                              | 1,68 m                                                                                          | Teatro Municipal de Lima                                                                        | 19 de junio de 1968                                                                             | 21                                                                                              |
| 1969 | María Julia Mantilla Mayer                                                                      | La Libertad                                                                                     | 19                                                                                              | 1.73 m                                                                                          | Teatro Municipal de Lima                                                                        | 5 de julio de 1969                                                                              | 20                                                                                              |
| 1970 | Cristina Málaga Butrón                                                                          | Arequipa                                                                                        | 21                                                                                              | 1,75 m                                                                                          | Teatro Municipal de Lima                                                                        | 12 de junio de 1970                                                                             | 24                                                                                              |
| 1971 | Magnolia Martínez Rojas                                                                         | Lima                                                                                            | 24                                                                                              | 1,78 m                                                                                          | Teatro Municipal de Lima                                                                        | 12 de julio de 1971                                                                             | 24                                                                                              |
| 1972 | Carmen Amelia Ampuero Mosquetti                                                                 | Lima                                                                                            | 18                                                                                              | 1.75 m                                                                                          | Teatro Municipal de Lima                                                                        | 6 de julio de 1972                                                                              | 24                                                                                              |
| 1973 | No se realizó el certamen nacional Miss Perú 1973 por disposición del gobierno militar peruano. | No se realizó el certamen nacional Miss Perú 1973 por disposición del gobierno militar peruano. | No se realizó el certamen nacional Miss Perú 1973 por disposición del gobierno militar peruano. | No se realizó el certamen nacional Miss Perú 1973 por disposición del gobierno militar peruano. | No se realizó el certamen nacional Miss Perú 1973 por disposición del gobierno militar peruano. | No se realizó el certamen nacional Miss Perú 1973 por disposición del gobierno militar peruano. | No se realizó el certamen nacional Miss Perú 1973 por disposición del gobierno militar peruano. |
| 1974 | No se realizó el certamen nacional Miss Perú 1974 por disposición del gobierno militar peruano. | No se realizó el certamen nacional Miss Perú 1974 por disposición del gobierno militar peruano. | No se realizó el certamen nacional Miss Perú 1974 por disposición del gobierno militar peruano. | No se realizó el certamen nacional Miss Perú 1974 por disposición del gobierno militar peruano. | No se realizó el certamen nacional Miss Perú 1974 por disposición del gobierno militar peruano. | No se realizó el certamen nacional Miss Perú 1974 por disposición del gobierno militar peruano. | No se realizó el certamen nacional Miss Perú 1974 por disposición del gobierno militar peruano. |
| 1975 | Lourdes Berninzon Devéscovi                                                                     | Lima Provincia                                                                                  | 17                                                                                              | 1.79 m                                                                                          | Sheraton Lima Hotel, Lima                                                                       | 25 de junio de 1975                                                                             | 23                                                                                              |
| 1976 | Rocío Rita Lazcano Mujica                                                                       | Junín                                                                                           | 18                                                                                              | 1,72 m                                                                                          | Designada, sin concurso nacional celebrado.                                                     | Designada, sin concurso nacional celebrado.                                                     | Designada, sin concurso nacional celebrado.                                                     |
| 1977 | María Isabel Frías Zavala                                                                       | Cajamarca                                                                                       | 21                                                                                              | 1,70 m                                                                                          | Designada, sin concurso nacional celebrado.                                                     | Designada, sin concurso nacional celebrado.                                                     | Designada, sin concurso nacional celebrado.                                                     |
| 1978 | Olga Roxana Zumarán Burga                                                                       | Arequipa                                                                                        | 18                                                                                              | 1,78 m                                                                                          | Teatro Municipal de Lima                                                                        | 1 de junio de 1978                                                                              | 24                                                                                              |
| 1979 | Jacqueline Brahm Flechelle                                                                      | Lima Provincia                                                                                  | 19                                                                                              | 1,78 m                                                                                          | Teatro Municipal de Lima                                                                        | 20 de junio de 1979                                                                             | 22                                                                                              |
| 1980 | Lisseth Ramis Figueroa                                                                          | Huánuco                                                                                         | 18                                                                                              | 1,72 m                                                                                          | Teatro Municipal de Lima                                                                        | 10 de junio de 1980                                                                             | 16                                                                                              |
| 1981 | Gladys Silva Cancino                                                                            | Lima Provincia                                                                                  | 20                                                                                              | 1,76 m                                                                                          | Teatro Municipal de Lima                                                                        | 27 de junio de 1981                                                                             | 18                                                                                              |
| 1982 | Francesca Zaza Reinoso                                                                          | Lima                                                                                            | 17                                                                                              | 1,75 m                                                                                          | Teatro Segura, Lima                                                                             | 8 de junio de 1982                                                                              | 24                                                                                              |
| 1983 | Vivien Griffiths Shields                                                                        | Lima                                                                                            | 22                                                                                              | 1,73 m                                                                                          | Coliseo Amauta, Lima                                                                            | 13 de junio de 1983                                                                             | 16                                                                                              |
| 1984 | Fiorella Ferrari Iglesias                                                                       | Lima Provincia                                                                                  | 23                                                                                              | 1,71 m                                                                                          | Coliseo Amauta, Lima                                                                            | 19 de mayo de 1984                                                                              | 24                                                                                              |
| 1985 | María Gracia Galleno Bedoya                                                                     | Ucayali                                                                                         | 21                                                                                              | 1,80 m                                                                                          | Coliseo Amauta, Lima                                                                            | 11 de mayo de 1985                                                                              | 22                                                                                              |
| 1986 | Karin Lindemann García                                                                          | Piura                                                                                           | 20                                                                                              | 1.79 m                                                                                          | Teatro Municipal de Arequipa                                                                    | 25 de mayo de 1986                                                                              | 22                                                                                              |
| 1987 | Jessica Newton Vásquez-Sáenz                                                                    | Callao                                                                                          | 21                                                                                              | 1.71 m                                                                                          | Coliseo Cerrado La Casa de la Juventud, Cusco                                                   | 20 de marzo de 1987                                                                             | 18                                                                                              |
| 1988 | Katia Escudero Lozano                                                                           | La Libertad                                                                                     | 23                                                                                              | 1.70 m                                                                                          | Teatro Segura, Lima                                                                             | 27 de abril de 1988                                                                             | 20                                                                                              |
| 1989 | Mariana Sovero McKay                                                                            | Lima                                                                                            | 21                                                                                              | 1.82 m                                                                                          | Coliseo Amauta, Lima                                                                            | 16 de abril de 1989                                                                             | 16                                                                                              |
| 1990 | Marisol Martínez Meza                                                                           | Arequipa                                                                                        | 22                                                                                              | 1.78 m                                                                                          | Teatro Municipal de Lima                                                                        | 1 de abril de 1990                                                                              | 20                                                                                              |
| 1991 | Eliana Martínez Márquez                                                                         | Callao                                                                                          | -                                                                                               | 1.72 m                                                                                          | Coliseo Cerrado de Arequipa                                                                     | 20 de abril de 1991                                                                             | 24                                                                                              |
| 1992 | Aline Arce Santos                                                                               | Arequipa                                                                                        | 20                                                                                              | 1.77 m                                                                                          | Sheraton Lima Hotel, Lima                                                                       | 1 de abril de 1992                                                                              | 20                                                                                              |
| 1993 | Deborah de Souza Peixoto Luna                                                                   | Lima                                                                                            | 24                                                                                              | 1.70 m                                                                                          | Designada, sin concurso nacional celebrado.                                                     | Designada, sin concurso nacional celebrado.                                                     | Designada, sin concurso nacional celebrado.                                                     |
| 1994 | Karina Calmet Brugnara                                                                          | Callao                                                                                          | 24                                                                                              | 1.70 m                                                                                          | Laguna de Huacachina, Ica                                                                       | 10 de abril de 1994                                                                             | 24                                                                                              |
| 1995 | Paola Dellepiane Gianotti                                                                       | Amazonas                                                                                        | 18                                                                                              | 1.72 m                                                                                          | Óvalo de Miraflores, Lima                                                                       | 19 de marzo de 1995                                                                             | 23                                                                                              |
| 1996 | Natalí Patricia Sacco Ángeles                                                                   | La Libertad                                                                                     | 21                                                                                              | 1.81 m                                                                                          | Teatro Municipal de Lima                                                                        | 12 de abril de 1996                                                                             | 25                                                                                              |
| 1997 | Claudia Dopf Scansi                                                                             | Áncash                                                                                          | 20                                                                                              | 1.74 m                                                                                          | Teatro Municipal de Lima                                                                        | 1 de abril de 1997                                                                              | 24                                                                                              |
| 1998 | Karim Bernal Gilardi                                                                            | Huánuco                                                                                         | 23                                                                                              | 1.83 m                                                                                          | Centro de Convenciones María Angola, Lima                                                       | 16 de abril de 1998                                                                             | 20                                                                                              |
| 1999 | Fabiola Lazo Bernal                                                                             | Lima                                                                                            | 18                                                                                              | 1.79 m                                                                                          | Centro de Convenciones María Angola, Lima                                                       | 20 de abril de 1999                                                                             | 23                                                                                              |
| 2000 | Verónica Rueckner Rivera                                                                        | Piura                                                                                           | 19                                                                                              | 1,74 m                                                                                          | Teatro Peruano Japonés, Lima                                                                    | 15 de abril de 2000                                                                             | 24                                                                                              |
| 2001 | Viviana Rivasplata Aita                                                                         | Lambayeque                                                                                      | 23                                                                                              | 1,70 m                                                                                          | Swissôtel, Lima                                                                                 | 27 de abril de 2001                                                                             | 20                                                                                              |
| 2002 | Adriana Zubiate Flores                                                                          | Callao                                                                                          | 20                                                                                              | 1,78 m                                                                                          | Estudio 4 de Barranco, Lima                                                                     | 27 de abril de 2002                                                                             | 12                                                                                              |
| 2003 | Claudia Ortiz de Zevallos Cano                                                                  | Arequipa                                                                                        | 21                                                                                              | 1,75 m                                                                                          | Sheraton Lima Hotel, Lima                                                                       | 29 de abril de 2003                                                                             | 38                                                                                              |
| 2004 | Liesel Holler Sotomayor                                                                         | Pasco                                                                                           | 23                                                                                              | 1,80 m                                                                                          | Swissôtel, Lima                                                                                 | 19 de abril de 2004                                                                             | 20                                                                                              |
| 2005 | Débora Sulca Cravero                                                                            | Cajamarca                                                                                       | 19                                                                                              | 1,79 m                                                                                          | Parque de la Exposición, Lima                                                                   | 16 de abril de 2005                                                                             | 25                                                                                              |
| 2006 | Fiorella Viñas Robles                                                                           | Lambayeque                                                                                      | 21                                                                                              | 1,79 m                                                                                          | Parque de la Exposición, Lima                                                                   | 19 de abril de 2006                                                                             | 24                                                                                              |
| 2007 | Jimena Elías Roca                                                                               | Ica                                                                                             | 18                                                                                              | 1,70 m                                                                                          | Designada, sin concurso nacional celebrado.                                                     | Designada, sin concurso nacional celebrado.                                                     | Designada, sin concurso nacional celebrado.                                                     |
| 2008 | Karol Castillo Pinillos                                                                         | La Libertad                                                                                     | 18                                                                                              | 1,82 m                                                                                          | Universidad San Juan Bautista, Lima                                                             | 1 de mayo de 2008                                                                               | 16                                                                                              |
| 2009 | Karen Schwarz Espinoza                                                                          | Amazonas                                                                                        | 25                                                                                              | 1,78 m                                                                                          | Hacienda Villa de Chorrillos, Lima                                                              | 4 de abril de 2009                                                                              | 22                                                                                              |
| 2010 | Giuliana Zevallos Roncagliolo                                                                   | Loreto                                                                                          | 22                                                                                              | 1,80 m                                                                                          | Parque de la Amistad, Lima                                                                      | 22 de mayo de 2010                                                                              | 22                                                                                              |
| 2011 | Natalie Diane Vértiz González                                                                   | Perú USA                                                                                        | 19                                                                                              | 1,80 m                                                                                          | Fortaleza del Real Felipe, Callao                                                               | 25 de junio de 2011                                                                             | 24                                                                                              |
| 2012 | Nicole Faverón Vázquez                                                                          | Loreto                                                                                          | 23                                                                                              | 1,83 m                                                                                          | Centro Cultural del Parque de la Amistad, Lima                                                  | 9 de febrero de 2012                                                                            | Designada tras quedar 1.ª finalista del Miss Perú 2011.                                         |
| 2013 | Cindy Mejía Santa María                                                                         | Lima Provincia                                                                                  | 24                                                                                              | 1,75 m                                                                                          | Fortaleza del Real Felipe, Callao                                                               | 30 de junio de 2012                                                                             | 21                                                                                              |
| 2014 | Jimena Rumini Espinoza Vecco                                                                    | Lima Provincia                                                                                  | 25                                                                                              | 1,80 m                                                                                          | Parque de la Amistad, Lima                                                                      | 12 de abril de 2014                                                                             | 19                                                                                              |
| 2015 | Laura Vivian Spoya Solano                                                                       | Lima                                                                                            | 23                                                                                              | 1,76 m                                                                                          | Belmond Miraflores Park Hotel, Lima                                                             | 2 de junio de 2015                                                                              | 43                                                                                              |
| 2016 | Valeria Piazza Vásquez                                                                          | Lima                                                                                            | 26                                                                                              | 1,75 m                                                                                          | Estudios América Pachacamac, Lima                                                               | 23 de abril de 2016                                                                             | 31                                                                                              |
| 2017 | Prissila Stephanie Howard Neira                                                                 | Piura                                                                                           | 26                                                                                              | 1,73 m                                                                                          | Country Club Lima Hotel, Lima                                                                   | 24 de septiembre de 2017                                                                        | Designada tras quedar 1.ª finalista del Miss Perú 2016.                                         |
| 2018 | Romina Lozano Saldaña                                                                           | Callao                                                                                          | 20                                                                                              | 1,78 m                                                                                          | Teatro Municipal de Lima                                                                        | 29 de octubre de 2017                                                                           | 23                                                                                              |
| 2019 | Kelin Poldy Rivera Kroll                                                                        | Arequipa                                                                                        | 26                                                                                              | 1,78 m                                                                                          | Centro de Convenciones «Maracaná», Lima                                                         | 20 de octubre de 2019                                                                           | 10                                                                                              |
| 2020 | Janick Alexandra Maceta del Castillo                                                            | Perú USA                                                                                        | 26                                                                                              | 1,77 m                                                                                          | Concurso virtual                                                                                | 29 de noviembre de 2020                                                                         | 24                                                                                              |
| 2021 | Yely Margot Rivera Kroll                                                                        | Arequipa                                                                                        | 27                                                                                              | 1,78 m                                                                                          | Palacio Municipal de Lima, Concurso virtual                                                     | 10 de octubre de 2021                                                                           | 39                                                                                              |
| 2022 | Alessia Abril Rovegno Cayo                                                                      | Lima                                                                                            | 24                                                                                              | 1,80 m                                                                                          | Estudios América Pachacamac, Lima                                                               | 14 de junio de 2022                                                                             | 9                                                                                               |
| 2023 | Camila Namie Escribens                                                                          | Perú USA                                                                                        | 24                                                                                              | 1,77 m                                                                                          | Estudios América Pachacamac, Lima                                                               | 18 de mayo de 2023                                                                              | 22                                                                                              |
| 2024 | Tatiana Andrea Calmell del Solar Ortega                                                         | Talara                                                                                          | 29                                                                                              | 1,75 m                                                                                          | Plaza Grau, Callao                                                                              | 9 de junio de 2024                                                                              | 35                                                                                              |
| 2025 | Karla Gabriela Bacigalupo Ancieta                                                               | Perú USA                                                                                        | 33                                                                                              | 1,70 m                                                                                          | Templo Qorikancha, Cusco                                                                        | 15 de junio de 2025                                                                             | 39                                                                                              |

### Regiones, Ciudades y Departamentos ganadores del Miss Perú
| Provincia o Ciudad | Títulos | Años ganados                                                           |
| ------------------ | ------- | ---------------------------------------------------------------------- |
| Lima               | 12      | 1954, 1965, 1971, 1972, 1982, 1983, 1989, 1993, 1999, 2015, 2016, 2022 |
| Arequipa           | 8       | 1966, 1970, 1978, 1990, 1992, 2003, 2019, 2021                         |
| Callao             | 8       | 1956, 1959, 1967, 1987, 1991, 1994, 2002, 2018                         |
| Lima Provincia     | 8       | 1958, 1962, 1975, 1979, 1981, 1984, 2013, 2014                         |
| Perú USA           | 4       | 2011, 2020, 2023, 2025                                                 |
| Piura              | 4       | 1964, 1986, 2000, 2017                                                 |
| Loreto             | 4       | 1957, 1963, 2010, 2012                                                 |
| La Libertad        | 4       | 1969, 1988, 1996, 2008                                                 |
| Amazonas           | 3       | 1968, 1995, 2009                                                       |
| Lambayeque         | 3       | 1960, 2001, 2006                                                       |
| Cajamarca          | 2       | 1977, 2005                                                             |
| Huánuco            | 2       | 1980, 1998                                                             |
| Ucayali            | 2       | 1953, 1985                                                             |
| Talara             | 1       | 2024                                                                   |
| Ica                | 1       | 2007                                                                   |
| Pasco              | 1       | 2004                                                                   |
| Áncash             | 1       | 1997                                                                   |
| Junín              | 1       | 1976                                                                   |
| Ayacucho           | 1       | 1961                                                                   |
| Apurímac           | 1       | 1952                                                                   |

### Galería de Ganadoras

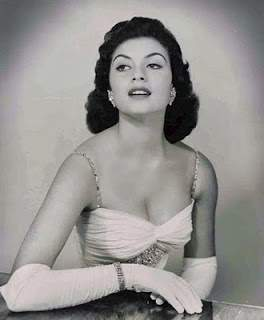
Miss Perú 1957 y Miss Universo 1957Gladys Zender
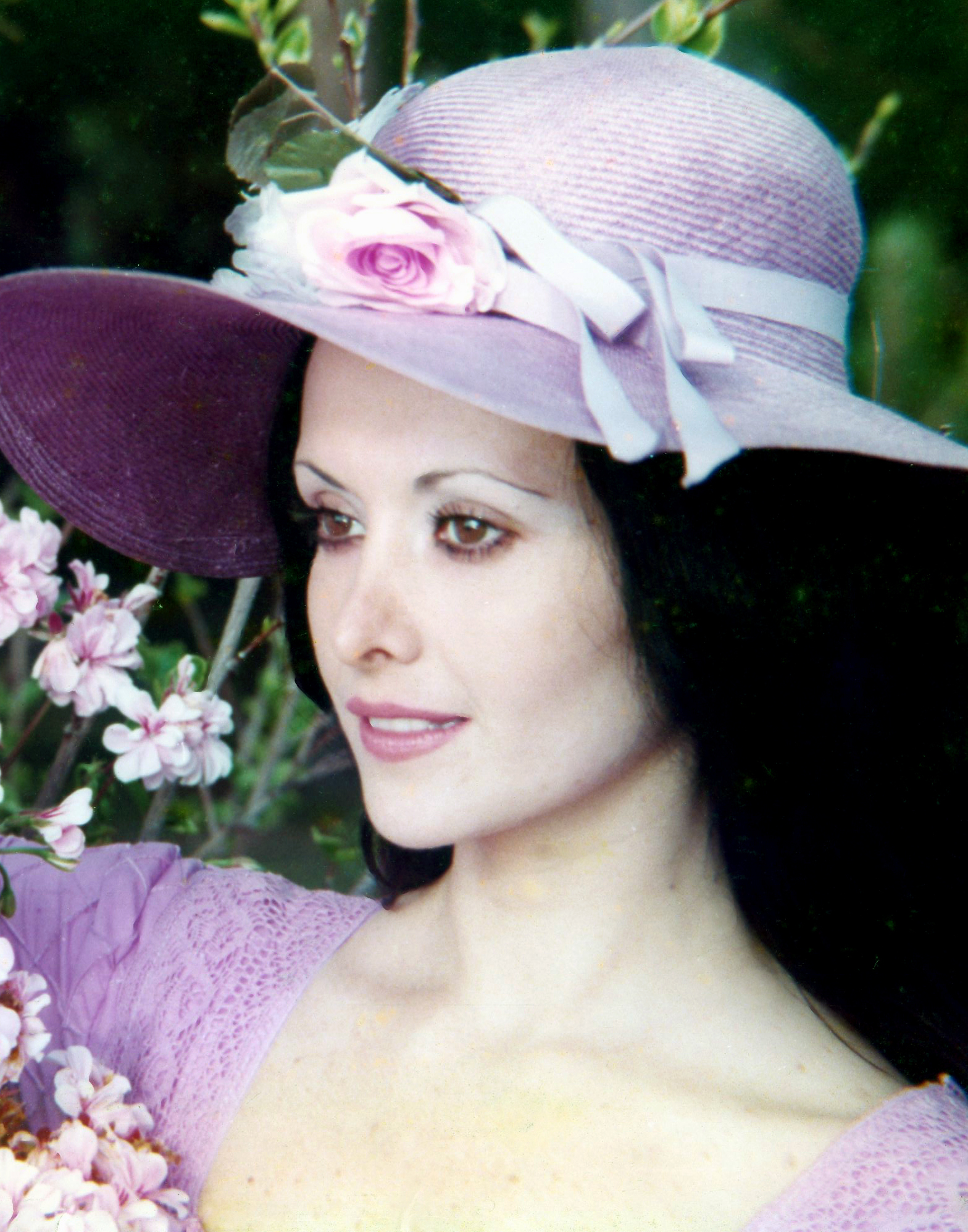
Miss Perú 1966 y Miss World 1967Madeline Hartog-Bel
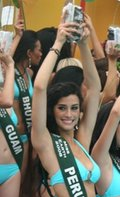
Miss Perú 2010Giuliana Zevallos
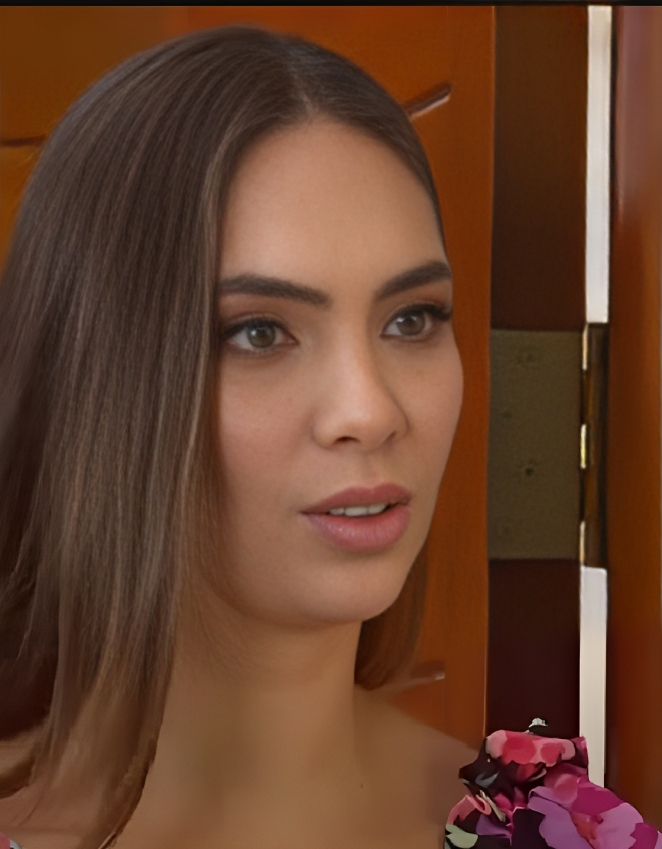
Miss Perú 2011 Natalie Vértiz
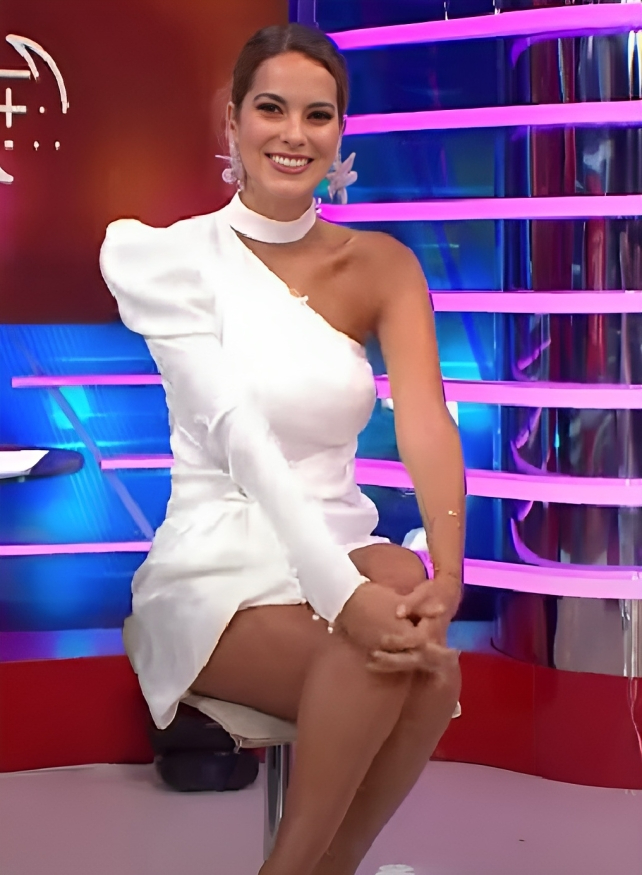
Miss Perú 2016Valeria Piazza
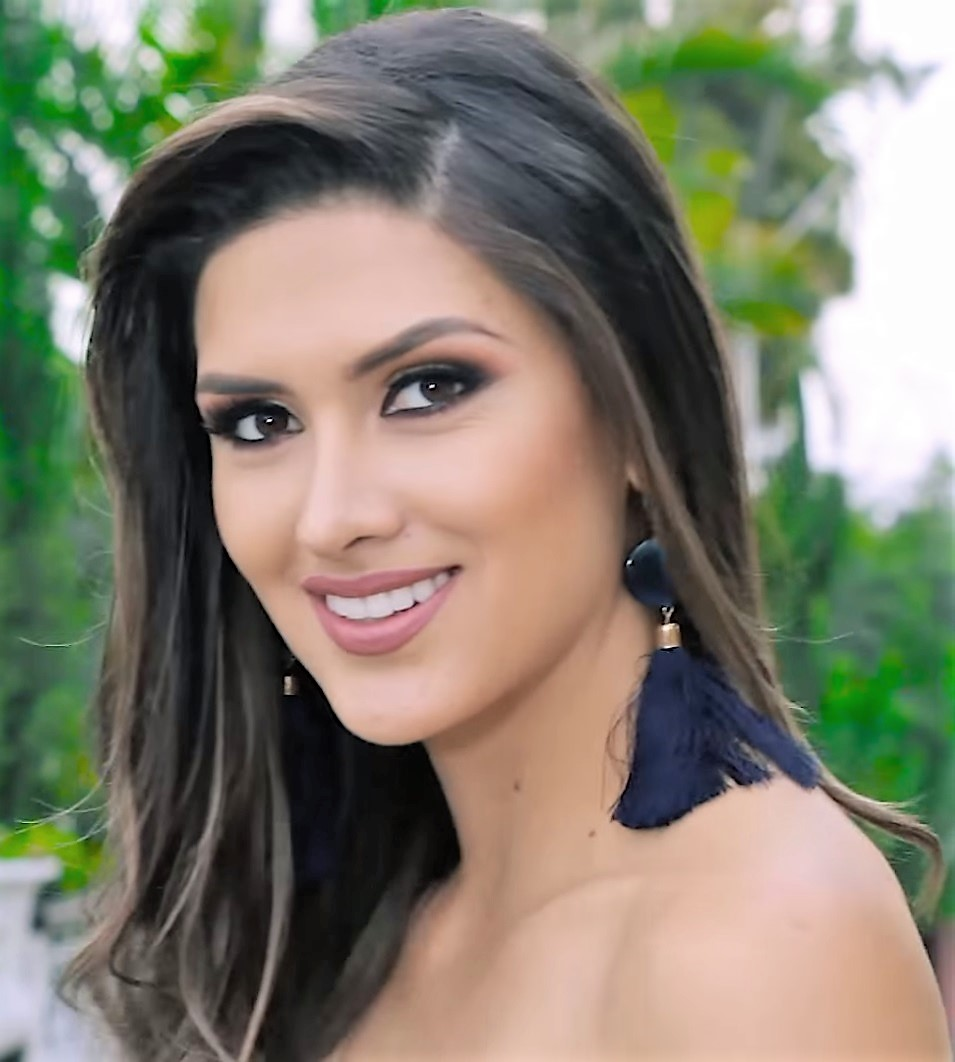
Miss Perú 2019Kelin Rivera
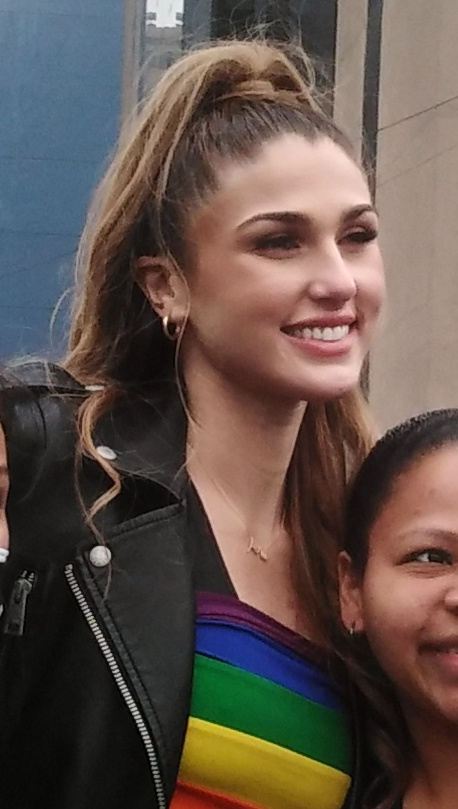
Miss Perú 2022 Alessia Rovegno

## Representaciones internacionales por año

### Miss Universo
- : Ganadora
- : Finalista
- : Semifinalista
- : Cuartofinalista

| Sede/Año                                                      | Miss Perú Universo                             | Representación                                 | Posición                                       | Premios Especiales                             |
| ------------------------------------------------------------- | ---------------------------------------------- | ---------------------------------------------- | ---------------------------------------------- | ---------------------------------------------- |
| 1952                                                          | Ada Gabriela Bueno Böttger                     | Apurímac                                       |                                                |                                                |
| 1953                                                          | Mary Ann Sarmiento Hall †                      | Ucayali                                        | Top 16                                         |                                                |
| 1954                                                          | Isabella León Velarde Dancuart                 | Lima                                           | Top 16                                         |                                                |
| 1955                                                          | Perú no participó del certamen en el año 1955. | Perú no participó del certamen en el año 1955. | Perú no participó del certamen en el año 1955. | Perú no participó del certamen en el año 1955. |
| 1956                                                          | Lola Sabogal Morzán                            | Callao                                         | Top 15                                         |                                                |
| 1957                                                          | Gladys Rosa Zender Urbina                      | Loreto                                         | Miss Universo 1957                             |                                                |
| 1958                                                          | Beatriz Boluarte Figueroa                      | Lima Provincia                                 | Top 15                                         |                                                |
| 1959                                                          | Guadalupe Mariátegui Hawkins                   | Callao                                         |                                                |                                                |
| 1960                                                          | Medallit Gallino Rey                           | Lambayeque                                     |                                                |                                                |
| 1961                                                          | Carmela Stein Bedoya                           | Ayacucho                                       | Top 15                                         |                                                |
| 1962                                                          | Silvia Ruth Dedekind Marazzani                 | Lima Provincia                                 |                                                |                                                |
| 1963                                                          | Dora Toledano Godier                           | Loreto                                         |                                                |                                                |
| 1964                                                          | Miluska Vondrak Steel                          | Piura                                          |                                                |                                                |
| 1965                                                          | Frieda Holler Figallo                          | Lima                                           | Top 15                                         |                                                |
| 1966                                                          | Madeleine Hartog-Bel Houghton                  | Arequipa                                       | Top 15                                         |                                                |
| 1967                                                          | Mirtha Calvo Sommaruga                         | Callao                                         |                                                |                                                |
| 1968                                                          | María Esther Brambilla                         | Amazonas                                       |                                                |                                                |
| 1969                                                          | María Julia Mantilla Mayer                     | La Libertad                                    | Top 15                                         | Mejor en Traje de Baño                         |
| 1970                                                          | Cristina Málaga Butrón                         | Arequipa                                       |                                                |                                                |
| 1971                                                          | Magnolia Martínez Rojas                        | Lima                                           |                                                | Miss Simpatía                                  |
| 1972                                                          | Carmen Amelia Ampuero Mosquetti                | Lima                                           | Top 12                                         | Mejor Traje Nacional                           |
| Perú no participó del certamen entre los años de 1973 y 1974. |                                                |                                                |                                                |                                                |
| 1975                                                          | Olga Lourdes Berninzon Devéscovi               | Lima Provincia                                 |                                                |                                                |
| 1976                                                          | Rocío Rita Lazcano Mujica †                    | Junín                                          |                                                | Mejor Traje Nacional                           |
| 1977                                                          | María Isabel Frías Zavala                      | Cajamarca                                      |                                                |                                                |
| 1978                                                          | Olga Roxana Zumarán Burga                      | Arequipa                                       | Top 12                                         |                                                |
| 1979                                                          | Jacqueline Brahms Flechelle                    | Lima Provincia                                 |                                                |                                                |
| 1980                                                          | Mariailce Lisseth Ramis Figueroa               | Huánuco                                        |                                                |                                                |
| 1981                                                          | Gladys Martina Silva Cancino                   | Lima Provincia                                 |                                                |                                                |
| 1982                                                          | María Francesca Zaza Reinoso                   | Lima                                           | Top 12                                         | Mejor Traje Nacional                           |
| 1983                                                          | Vivien Rose Griffiths Shields                  | Lima                                           |                                                |                                                |
| 1984                                                          | Fiorella Ferrari Iglesias                      | Lima Provincia                                 |                                                |                                                |
| 1985                                                          | María Gracia Galleno Bedoya                    | Ucayali                                        |                                                |                                                |
| 1986                                                          | Karin Mercedes Lindemann García                | Piura                                          |                                                |                                                |
| 1987                                                          | Jessica Patricia Newton Vasquez-Saenz          | Callao                                         | Top 10                                         |                                                |
| 1988                                                          | Katia Escudero Lozano                          | La Libertad                                    |                                                |                                                |
| 1989                                                          | Mariana Sovero McKay                           | Lima                                           |                                                |                                                |
| 1990                                                          | Marisol Martínez Meza                          | Arequipa                                       |                                                |                                                |
| 1991                                                          | Eliana Daphne Martínez Márquez †               | Callao                                         |                                                |                                                |
| 1992                                                          | Aline Simone Arce Santos                       | Arequipa                                       |                                                |                                                |
| 1993                                                          | Déborah de Souza Peixoto Luna                  | Lima                                           |                                                |                                                |
| 1994                                                          | Karina Calmet Brugnara                         | Callao                                         |                                                |                                                |
| 1995                                                          | Paola Dellepiane Gianotti                      | Amazonas                                       |                                                | Mejor Cabellera                                |
| 1996                                                          | Natalí Patricia Sacco Ángeles                  | La Libertad                                    | Top 10                                         |                                                |
| 1997                                                          | Claudia María Dopf Scansi                      | Áncash                                         |                                                | Mejor Traje Nacional                           |
| 1998                                                          | Karim del Rosario Bernal Gilardi               | Huánuco                                        |                                                | Mejor Traje Nacional                           |
| 1999                                                          | Fabiola Mercedes Lazo Bernal                   | Lima                                           |                                                |                                                |
| 2000                                                          | Verónica Rueckner Rivera                       | Piura                                          |                                                |                                                |
| 2001                                                          | Viviana Magaly del Rocío Rivasplata Aita       | Lambayeque                                     |                                                |                                                |
| 2002                                                          | Adriana Amparo Zubiate Flores                  | Callao                                         |                                                |                                                |
| 2003                                                          | Claudia Ortiz de Zevallos Cano                 | Arequipa                                       | Top 15                                         | Mejor Traje Nacional                           |
| 2004                                                          | Liesel Holler Sotomayor                        | Pasco                                          |                                                |                                                |
| 2005                                                          | Débora Susan Sulca Cravero                     | Cajamarca                                      | Top 10                                         |                                                |
| 2006                                                          | Fiorella Viñas Robles                          | Lambayeque                                     |                                                |                                                |
| 2007                                                          | María Jimena Elías Roca                        | Ica                                            |                                                |                                                |
| 2008                                                          | Karol Stephanie Castillo Pinillos †            | La Libertad                                    |                                                |                                                |
| 2009                                                          | Karen Susana Schwarz Espinoza                  | Amazonas                                       |                                                |                                                |
| 2010                                                          | Giuliana Myriam Zevallos Roncagliolo           | Loreto                                         |                                                |                                                |
| 2011                                                          | Natalie Diane Vértiz González                  | Perú USA                                       |                                                |                                                |
| 2012                                                          | Nicole Faverón Vázquez                         | Loreto                                         | Top 16                                         |                                                |
| 2013                                                          | Cindy Paola Mejía Santa María                  | Lima Provincia                                 |                                                |                                                |
| 2014                                                          | Jimena Ruminí Espinoza Vecco                   | Lima Provincia                                 |                                                |                                                |
| 2015                                                          | Laura Vivian Spoya Solano                      | Lima                                           |                                                |                                                |
| 2016                                                          | Valeria Piazza Vásquez                         | Lima                                           | Top 13                                         |                                                |
| 2017                                                          | Prissila Stephany Howard Neira                 | Piura                                          |                                                |                                                |
| 2018                                                          | Romina Lozano Saldaña                          | Callao                                         |                                                |                                                |
| 2019                                                          | Kelin Poldy Rivera Kroll                       | Arequipa                                       | Top 10                                         |                                                |
| 2020                                                          | Janick Alexandra Maceta del Castillo           | Perú USA                                       | 2.ª finalista                                  | Mejor Traje Nacional                           |
| 2021                                                          | Yely Margoth Rivera Kroll                      | Arequipa                                       |                                                |                                                |
| 2022                                                          | Alessia Abril Rovegno Cayo                     | Lima                                           | Top 16                                         |                                                |
| 2023                                                          | Camila Namie Escribens                         | Perú USA                                       | Top 10                                         |                                                |
| 2024                                                          | Tatiana Calmell del Solar Ortega               | Talara                                         | Top 12                                         | Miss Universo Américas                         |
| 2025                                                          | Karla Gabriela Bacigalupo Ancieta              | Perú USA                                       | Por Competir                                   |                                                |

Fuentes:

### Clasificaciones en Miss Universo
De los más de 170 países y territorios autónomos participantes a lo largo de la historia del certamen, Perú se ubica en el puesto #7 a nivel mundial de naciones que más veces han conseguido clasificar en Miss Universo hasta la actualidad, sumando 23 clasificaciones. A su vez, se ubica en el puesto #5 a nivel latinoamericano.
| Posición      | #  | Años                                                             |
| ------------- | -- | ---------------------------------------------------------------- |
| Miss Universo | 1  | 1957                                                             |
| Top 5/3       | 1  | 2020                                                             |
| Top 10/12     | 10 | 1972, 1978, 1982, 1987, 1996, 2005, 2016, 2019, 2023, 2024       |
| Top 15/16     | 11 | 1953, 1954, 1956, 1958, 1961, 1965, 1966, 1969, 2003, 2012, 2022 |

## Otros certámenes a cargo de la Organización

### Miss Grand Perú
Entre los años 2014 y 2022, la organización designaba a una de las finalistas del certamen nacional Miss Perú como Miss Grand Perú, título que les otorgaba el derecho de representar al país en el certamen global de Miss Grand International. A partir del año 2023, el certamen Miss Grand Perú tiene su propia competencia para elegir a la representante peruana.
La actual Miss Grand Perú 2024 es Arlette Rujel.
| Sede/Año | Miss Grand Perú                                                 | Representación                                                  | Posición                                                        | Premios Especiales                                              |
| -------- | --------------------------------------------------------------- | --------------------------------------------------------------- | --------------------------------------------------------------- | --------------------------------------------------------------- |
| 2013     | Perú comenzó su participación en el certamen desde el año 2014. | Perú comenzó su participación en el certamen desde el año 2014. | Perú comenzó su participación en el certamen desde el año 2014. | Perú comenzó su participación en el certamen desde el año 2014. |
| 2014     | Sophia Venero Falcón                                            | Lima                                                            | Top 20                                                          |                                                                 |
| 2015     | Alejandra Almonte Chávez                                        | Ucayali                                                         |                                                                 |                                                                 |
| 2016     | Prissila Stephany Howard Neira                                  | Piura                                                           | Top 10                                                          |                                                                 |
| 2017     | María José Lora Loayza                                          | Perú USA                                                        | Miss Grand Internacional 2017                                   |                                                                 |
| 2018     | Andrea Moberg Tobies                                            | Loreto                                                          | Top 20                                                          | Mejor Traje Nacional                                            |
| 2019     | Camila Namie Escribens Castillo                                 | Perú USA                                                        | Top 10                                                          | Mejor en Traje de Gala                                          |
| 2020     | Maricielo Gamarra Alvarado                                      | San Martín                                                      | Top 20                                                          |                                                                 |
| 2021     | Samantha Batallanos Cortegana                                   | Lima                                                            |                                                                 | Mejor Traje Nacional                                            |
| 2022     | Janet Leyva Rodríguez                                           | Callao                                                          | Top 20                                                          | Mejor Traje Nacional                                            |
| 2023     | Luciana Fuster Guzmán                                           | Callao                                                          | Miss Grand Internacional 2023                                   |                                                                 |
| 2024     | Arlette Jatzury Rujel del Solar                                 | Callao                                                          | Top 10                                                          |                                                                 |
| 2025     | Aún por determinar                                              |                                                                 |                                                                 |                                                                 |

### Miss International Perú
Desde 1960 hasta 2016, año en el que perdieron la franquicia, la organización elegía a la representante de Perú para el certamen internacional. Eventualmente, en el año 2022, la organización recuperó la franquicia y vuelve a designar a las candidatas peruanas. La posición más alta alcanzada por Perú en el certamen es el puesto de segunda finalista.
La actual Miss Internacional Perú 2025 es Nathie Quijano.	
| Sede/Año                                                                            | Miss International Perú                   | Representación | Posición                          | Premios Especiales                          |
| ----------------------------------------------------------------------------------- | ----------------------------------------- | -------------- | --------------------------------- | ------------------------------------------- |
| 1960                                                                                | Irma Vargas Fuller                        | Lima           |                                   |                                             |
| 1961                                                                                | Norma González Miranda                    | Loreto         |                                   |                                             |
| 1962                                                                                | Rosa Isabel Raschio                       | Amazonas       |                                   |                                             |
| 1963                                                                                | Esperanza Moy Ramírez                     | Lima           |                                   |                                             |
| 1964                                                                                | Gladys Reina González                     | Junín          |                                   |                                             |
| 1965                                                                                | Lola Muro Macher                          | Piura          | Top 15                            |                                             |
| 1966                                                                                | Liliana Suárez                            | Lima           | Perú se retiro de la competencia. | Perú se retiro de la competencia.           |
| 1967                                                                                | Martha Quimper Suárez                     | Lima           | 3.ª finalista                     |                                             |
| Perú no participo del certamen entre los años de 1968 y 1986.                       |                                           |                |                                   |                                             |
| 1987                                                                                | Rosario Elsa Leguia Nugent                | Áncash         |                                   |                                             |
| 1988                                                                                | Susana María de los Milagros León Cavassa | Piura          | Top 15                            |                                             |
| Perú no participo del certamen entre los años de 1989 y 1993.                       |                                           |                |                                   |                                             |
| 1994                                                                                | Lidia Pimentel Ferrari                    | Amazonas       |                                   |                                             |
| Perú no participo del certamen entre los años de 1995 y 1996.                       |                                           |                |                                   |                                             |
| 1997                                                                                | Ana Virginia Matallana Illich             | Áncash         | Top 15                            |                                             |
| 1998                                                                                | Melissa Miranda Quiñones                  | Tacna          |                                   |                                             |
| 2000                                                                                | Claudia Neyra Meneses                     | Tumbes         |                                   |                                             |
| Perú no participo del certamen entre los años de 2001 y 2003.                       |                                           |                |                                   |                                             |
| 2004                                                                                | Aldana Joyce García Jahnsen               | Cuzco          |                                   |                                             |
| 2005                                                                                | Vanessa López Vera Tudela                 | Lima           | Top 12                            |                                             |
| 2006                                                                                | Lissy Consuelo Miranda Muñoz              | Junín          |                                   |                                             |
| 2007                                                                                | Luisa Fernanda Monteverde                 | La Libertad    |                                   |                                             |
| 2008                                                                                | Lourdes Massiel Vidal Rosado              | Callao         |                                   |                                             |
| 2009                                                                                | Alejandra Pezet Duarte                    | Piura          |                                   |                                             |
| 2010                                                                                | Laura Vivian Spoya Solano                 | Lima           | Top 15                            |                                             |
| 2011                                                                                | María Alejandra Chávez                    | Moquegua       |                                   |                                             |
| 2012                                                                                | Rossmary Pizarro Limo                     | Amazonas       |                                   |                                             |
| 2013                                                                                | María Gracia Figueroa Llave               | Tacna          |                                   |                                             |
| 2014                                                                                | Fiorella Ximena Peirano Medina            | Callao         |                                   |                                             |
| 2015                                                                                | Cynthia Lucía Toth Montoro                | Piura          |                                   | Miss Global Blue Award                      |
| 2016                                                                                | Danea Juanita Panta Vargas                | La Libertad    |                                   |                                             |
| 2017                                                                                | Tiffany López Borjaz                      | Lima           |                                   |                                             |
| 2018                                                                                | Marelid Elizabeth Medina Guerrero         | Callao         |                                   |                                             |
| 2019                                                                                | María José Barbis Portocarrero            | Lambayeque     |                                   | Miss Internacional América                  |
| No se realizó el certamen debido a la contingencia por Covid-19, entre 2020 y 2021. |                                           |                |                                   |                                             |
| 2022                                                                                | Tatiana Calmell del Solar Ortega          | Lima           | 2.ª finalista                     | Mejor en Traje de Noche · Miss Voto Popular |
| 2023                                                                                | Camila Díaz Daneri                        | Junín          | 2.ª finalista                     |                                             |
| 2024                                                                                | Martha Sofia Cajo Carmona                 | Ica            |                                   | Mejor en Traje de Noche                     |
| 2025                                                                                | Nathie Jackeline Quijano Tapia            | Lima           | Aún por competir                  |                                             |

### Miss Earth Perú
Desde 2001 hasta 2008, año en el que perdieron la franquicia, la organización elegía a la representante de Perú para el certamen internacional. Eventualmente, en el año 2024, la organización recuperó la franquicia y vuelve a designar a las candidatas peruanas. La posición más alta alcanzada por Perú en el certamen es el puesto de tercera finalista.
La actual Miss Tierra Perú 2024 es Niva Antezana.
| Sede/Año | Miss Earth Perú                      | Representación | Posición                          | Premios Especiales                 |
| -------- | ------------------------------------ | -------------- | --------------------------------- | ---------------------------------- |
| 2001     | Paola Barreda Benavides              | Lima           |                                   |                                    |
| 2002     | Claudia Ortiz de Zevallos Cano       | Arequipa       | Top 10                            | Mejor en Traje de Noche            |
| 2003     | Danitza Autero Stanic                | Lima           |                                   |                                    |
| 2004     | Liesel Holler Sotomayor              | Pasco          | Top 16                            |                                    |
| 2005     | Sara María Paredes Valdivia          | Cuzco          |                                   |                                    |
| 2006     | Valery Caroline Neff                 | Áncash         |                                   |                                    |
| 2007     | Odilia Pamela García Pineda          | Junín          | Top 8                             | Miss Fitness                       |
| 2008     | Giuliana Myriam Zevallos Roncagliolo | Loreto         |                                   |                                    |
| 2009     | Leticia Rivera Vergara               | Cajamarca      |                                   |                                    |
| 2010     | Silvana Vásquez monier               | Ayacucho       |                                   |                                    |
| 2011     | María Gracia Figueroa Llave          | Tacna          |                                   | Miss Pagudpud                      |
| 2012     | Miluska Huaroto Maradiegue           | Huancavelica   |                                   |                                    |
| 2013     | Brunella Otilia Fossa Palma          | Piura          | Perú se retiro de la competencia. | Perú se retiro de la competencia.  |
| 2014     | Elba Mercedes Fahsbender Merino      | Piura          |                                   |                                    |
| 2015     | Zully Ana Barrantes Panduro          | Ucayali        |                                   |                                    |
| 2016     | Brunella Otilia Fossa Palma          | Piura          |                                   |                                    |
| 2017     | Karen Isabel Rojas Chávez            | San Martín     |                                   | Mejor en Vestido Largo (Grupo 2)   |
| 2018     | Jessica Nathaly Russo Cárdenas       | Lima           |                                   |                                    |
| 2019     | Alexandra Cáceres Drago              | Cajamarca      |                                   |                                    |
| 2020     | Kelly Dayana Dávila                  | Lima           |                                   |                                    |
| 2021     | Briggitte Corrales Gabriel           | Lima           |                                   |                                    |
| 2022     | Gianella Paz Pacheco                 | Callao         |                                   |                                    |
| 2023     | Nancy Petrolina Salazar Ruiz         | Piura          |                                   |                                    |
| 2024     | Niva Antezana                        | Lima           | Miss Earth-Fire (3ª. finalista)   | Upcycling Fashion Show (Grupo Eco) |
| 2025     | Aún por determinar                   |                |                                   |                                    |

### Reina Hispanoamericana Perú
La actual Reina Hispanoamericana Perú 2025 es Nikita Palma Gárate, quien competirá en el certamen del año 2025 con el objetivo de ser la sucesora de Maricielo Gamarra.
| Sede/Año | Reina Hispanoamericana Perú                                      | Representación                                                   | Posición                                                         | Premios Especiales                                               |
| -------- | ---------------------------------------------------------------- | ---------------------------------------------------------------- | ---------------------------------------------------------------- | ---------------------------------------------------------------- |
| 1991     | Eliana Daphne Martínez Márquez †                                 | Callao                                                           |                                                                  |                                                                  |
| 1992     | Perú no participó del certamen en el año 1992.                   | Perú no participó del certamen en el año 1992.                   | Perú no participó del certamen en el año 1992.                   | Perú no participó del certamen en el año 1992.                   |
| 1993     | Lily Molfino Ramos                                               | Ayacucho                                                         |                                                                  |                                                                  |
| 1994     | Karin del Rosario Bernal Girardi                                 | Huánuco                                                          |                                                                  | Miss Amistad                                                     |
| 1995     | Gabriela Rivera                                                  | San Martín                                                       |                                                                  | Mejor Traje Nacional Miss Fotogénica                             |
| 1996     | Vanessa Saba Zarzar                                              | Lima                                                             |                                                                  | Mejor Traje Nacional                                             |
| 1997     | Olga Geraldine Salmón Borja 7                                    | La Libertad                                                      | 1.ª finalista                                                    |                                                                  |
| 1998     | Úrsula Verástegui                                                | Amazonas                                                         |                                                                  |                                                                  |
| 1999     | Claudia Neyra Meneses                                            | Tumbes                                                           | 2.ª finalista                                                    |                                                                  |
| 2000     | Sandra Urbina                                                    | Huánuco                                                          |                                                                  | Miss Amistad Mejor Traje Nacional                                |
| 2001     | Mónica Chacón De Vettori                                         | Loreto                                                           |                                                                  |                                                                  |
| 2002     | Norma Caroline Aguilar Valer                                     | Lima                                                             |                                                                  | Miss Fotogénica                                                  |
| 2003     | Aldana Joyce García Jahnsen                                      | Cuzco                                                            | 2.ª finalista                                                    |                                                                  |
| 2004     | Lucía Alva Espinoza                                              | La Libertad                                                      | 3.ª finalista                                                    | Mejor Pelo                                                       |
| 2005     | María Fiorella Castellano García                                 | Lima                                                             | 2.ª finalista                                                    |                                                                  |
| 2006     | Silvia Vanessa Cornejo Cerna                                     | La Libertad                                                      | Top 6                                                            |                                                                  |
| 2007     | Valerie Neff Murillo                                             | Lima                                                             | 4.ª finalista                                                    |                                                                  |
| 2008     | Annmarie Dehainaut Schreider                                     | Lima                                                             |                                                                  |                                                                  |
| 2009     | Karol Stephanie Castillo Pinillos †                              | La Libertad                                                      |                                                                  |                                                                  |
| 2010     | Alexandra Liao Tipacti                                           | Lima                                                             |                                                                  |                                                                  |
| 2011     | Cindy Mejía Santa María                                          | Lima                                                             |                                                                  |                                                                  |
| 2012     | Elba Mercedes Fahsbender Merino                                  | Piura                                                            |                                                                  |                                                                  |
| 2013     | Kelin Poldy Rivera Kroll                                         | Arequipa                                                         |                                                                  | Miss Elegancia                                                   |
| 2014     | Lisdey Paredes Benavides                                         | Arequipa                                                         |                                                                  |                                                                  |
| 2015     | Claudia Francesca Manrique López                                 | Callao                                                           |                                                                  | Miss Cielo                                                       |
| 2016     | Fiorella Ximena Peirano Medina                                   | Callao                                                           | 6.ª finalista                                                    | Mejor Cabellera Sedal                                            |
| 2017     | Lorena Larriviere Sotomarino                                     | Lima                                                             | 8.ª finalista                                                    | Chica Amazonas                                                   |
| 2018     | Jessica McFarlane Olazábal                                       | Lima                                                             | 7.ª finalista                                                    |                                                                  |
| 2019     | Danae Pierina Stefanía Meléndez Ramos                            | Callao                                                           |                                                                  |                                                                  |
| 2020     | No se realizó el certamen debido a la contingencia por Covid-19. | No se realizó el certamen debido a la contingencia por Covid-19. | No se realizó el certamen debido a la contingencia por Covid-19. | No se realizó el certamen debido a la contingencia por Covid-19. |
| 2021     | Alicia Cedrón Aguirre                                            | Lima                                                             |                                                                  |                                                                  |
| 2022     | Arlette Jatzury Rujel del Solar                                  | Callao                                                           | Reina Hispanoamericana 2022                                      | Miss Fotogénica                                                  |
| 2023-24  | Maricielo Gamarra Alvarado                                       | San Martín                                                       | Reina Hispanoamericana 2023-24                                   | Miss Deporte Kalomai Favorita Missologos                         |
| 2025     | Nikita Palma Gárate                                              | Huanchaco                                                        | 3.ª finalista                                                    |                                                                  |

Fuente:

### Miss Mesoamérica Perú
Desde el 2021 se volvió adquirir la franquicia en el 2021, designando a una de las finalistas del Miss Perú como Miss Mesoamérica Perú, título que les otorga el derecho de representar al país en el certamen internacional salvadoreño Miss Mesoamérica Internacional.
La actual Miss Mesoamérica Perú 2025 es Daniela Mendieta.
| Sede/Año | Miss Mesoamérica Perú         | Representación | Posición                            | Premios Especiales |
| -------- | ----------------------------- | -------------- | ----------------------------------- | ------------------ |
| 2001     | Mariana Larrabure de Orbegoso | La Libertad    | Top 5                               |                    |
| 2002     | Rosa Elvira Cartagena         | Callao         |                                     |                    |
| 2003     | Claudia Ortiz de Zevallos     | Arequipa       | 1.ª finalista                       |                    |
| 2021     | Agatha Nikita Mego Castro     | Piura          | 2.ª finalista                       |                    |
| 2022     | Mei Yiu Azo Ayón              | Piura          | 2.ª finalista                       |                    |
| 2023     | Maryori Morán Rodríguez       | Lima           | Miss Mesoamérica Internacional 2023 |                    |
| 2024     | Alejandra Espino              | Loreto         |                                     |                    |
| 2025     | Daniela Mendieta              | Lima           | Top 5                               |                    |

### Miss Cosmo Perú
Desde el año 2024, la organización designa a una de las delegadas del Miss Perú como Miss Cosmo Perú, título que les otorga el derecho de representar al país en el certamen internacional Miss Cosmo en Vietnam. La posición más alta que alcanzó Perú en el certamen es el Top 5.
La actual Miss Cosmo Perú 2024 es Romina Lozano.
| Sede/Año | Miss Cosmo Perú       | Representación | Posición | Premios Especiales |
| -------- | --------------------- | -------------- | -------- | ------------------ |
| 2024     | Romina Lozano Saldaña | Callao         | Top 5    |                    |
| 2025     | Aún por determinar    |                |          |                    |

## Antiguas Franquicias

### Miss Supranational Perú
| Sede/Año                                                      | Miss Supranational Perú                                          | Representación                                                   | Posición                                                         | Premios Especiales                                               |
| ------------------------------------------------------------- | ---------------------------------------------------------------- | ---------------------------------------------------------------- | ---------------------------------------------------------------- | ---------------------------------------------------------------- |
| 2009                                                          | Nancy Gisella Cava Acuña                                         | Áncash                                                           | Top 15                                                           |                                                                  |
| 2010                                                          | Claudia Villafuerte Vairo                                        | Ucayali                                                          | 3.ª finalista                                                    |                                                                  |
| 2011                                                          | Jessica Shialer Tejada                                           | Ayacucho                                                         |                                                                  |                                                                  |
| Perú no participo del certamen entre los años de 2012 y 2013. |                                                                  |                                                                  |                                                                  |                                                                  |
| 2014                                                          | Ana María Villalobos Rojas                                       | La Libertad                                                      |                                                                  |                                                                  |
| 2015                                                          | Lorena Larriviere Sotomarino                                     | Lima                                                             |                                                                  |                                                                  |
| 2016                                                          | Silvana Vásquez Monier                                           | Lima                                                             |                                                                  |                                                                  |
| 2017                                                          | Lesly Reyna Salazar                                              | Lima                                                             | Top 25                                                           |                                                                  |
| 2018                                                          | Yohana Alegría Hidalgo Zeta                                      | Piura                                                            | Perú se retiro de la competencia.                                | Perú se retiro de la competencia.                                |
| 2019                                                          | Janick Alexandra Maceta del Castillo                             | Perú USA                                                         | 3.ª finalista                                                    |                                                                  |
| 2020                                                          | No se realizó el certamen debido a la contingencia por Covid-19. | No se realizó el certamen debido a la contingencia por Covid-19. | No se realizó el certamen debido a la contingencia por Covid-19. | No se realizó el certamen debido a la contingencia por Covid-19. |
| 2021                                                          | Solange Hermoza Rivera                                           | La Libertad                                                      | Top 24                                                           |                                                                  |
| 2022                                                          | Almendra Castillo O'Brien                                        | Callao                                                           | Top 12                                                           | Mejor Traje Nacional                                             |
| 2023                                                          | Valeria Lucía Flórez Calderón                                    | Lima                                                             | Top 12                                                           | Miss Supranational Américas                                      |
| 2024                                                          | Nathaly Andrea Terrones Sierra                                   | Lima                                                             | Top 25                                                           |                                                                  |
| 2025                                                          | Mayra Messa Gálvez                                               | Lima                                                             |                                                                  |                                                                  |

### Miss Eco Perú
| Sede/Año | Miss Eco Perú                                                    | Representación                                                   | Posición                                                         | Premios Especiales                                               |
| -------- | ---------------------------------------------------------------- | ---------------------------------------------------------------- | ---------------------------------------------------------------- | ---------------------------------------------------------------- |
| 2018     | Kelin Poldy Rivera Kroll                                         | Arequipa                                                         | 2.ª finalista                                                    | Miss Vartika                                                     |
| 2019     | Rashia Suheyn Cipriani Noriega                                   | Lima                                                             | Miss Eco International 2019 (Destituida)                         |                                                                  |
| 2020     | No se realizó el certamen debido a la contingencia por Covid-19. | No se realizó el certamen debido a la contingencia por Covid-19. | No se realizó el certamen debido a la contingencia por Covid-19. | No se realizó el certamen debido a la contingencia por Covid-19. |
| 2021     | Lesly Reyna Salazar                                              | Lima                                                             | Top 20                                                           |                                                                  |

### Top Model of the World Perú
| Sede/Año | Top Model Perú                                 | Representación                                 | Posición                                       | Premios Especiales                             |
| -------- | ---------------------------------------------- | ---------------------------------------------- | ---------------------------------------------- | ---------------------------------------------- |
| 2018     | Janet Leyva Rodríguez                          | Callao                                         | Top Model of the World 2018                    |                                                |
| 2019     | Perú no participó del certamen en el año 2019. | Perú no participó del certamen en el año 2019. | Perú no participó del certamen en el año 2019. | Perú no participó del certamen en el año 2019. |
| 2020     | Pierinna Patiño Flores                         | Callao                                         | Top Model of the World 2020                    | Miss Fotogénica                                |

### Miss World Perú
| Sede/Año                                                        | Miss World Perú                                | Representación                                 | Posición                                       | Premios Especiales                             |
| --------------------------------------------------------------- | ---------------------------------------------- | ---------------------------------------------- | ---------------------------------------------- | ---------------------------------------------- |
| Perú comenzó su participación en el certamen desde el año 1959. |                                                |                                                |                                                |                                                |
| 1959                                                            | María Elena Rossel Zapata †                    | Piura                                          | 1ª Finalista                                   |                                                |
| 1960                                                            | Maricruz Gómez Díaz                            | Ica                                            |                                                |                                                |
| 1961                                                            | Norma González Miranda                         | Loreto                                         |                                                |                                                |
| 1962                                                            | Rosa Isabel Raschio D'Abbadi                   | Amazonas                                       |                                                |                                                |
| 1963                                                            | Lucía Buonanni Dawson                          | Perú Europa                                    |                                                |                                                |
| 1964                                                            | Gladys Rossana Reina González                  | Junín                                          |                                                |                                                |
| 1965                                                            | Lourdes Cárdenas Gilardi                       | Arequipa                                       |                                                |                                                |
| 1966                                                            | Perú no participó del certamen en el año 1966. | Perú no participó del certamen en el año 1966. | Perú no participó del certamen en el año 1966. | Perú no participó del certamen en el año 1966. |
| 1967                                                            | Madeline Antonieta Hartog-Bel Houghton         | Arequipa                                       | Miss Mundo 1967                                |                                                |
| 1968                                                            | Ana Rosa Berninzon Devescovi                   | Perú Europa                                    |                                                |                                                |
| Perú no participo del certamen entre los años 1969 y 1972.      |                                                |                                                |                                                |                                                |
| 1973                                                            | Mary Núñez Bartra †                            | San Martín                                     |                                                |                                                |
| 1974                                                            | Perú no participó del certamen en el año 1974. | Perú no participó del certamen en el año 1974. | Perú no participó del certamen en el año 1974. | Perú no participó del certamen en el año 1974. |
| 1975                                                            | Mary Orfanides Canakis                         | Lima                                           |                                                |                                                |
| 1976                                                            | Rocío Rita Lazcano †                           | Junín                                          |                                                |                                                |
| 1977                                                            | María Isabel Frías Zavala                      | Cajamarca                                      | Top 15                                         |                                                |
| 1978                                                            | Karen Inés Noeth Haupt                         | Lima                                           |                                                |                                                |
| 1979                                                            | Lucía Magali Pérez Godoy Quintanilla           | Lima                                           |                                                |                                                |
| 1980                                                            | Silvia Roxana Vega Ramos                       | Cuzco                                          |                                                |                                                |
| 1981                                                            | Olga Roxana Gianina Zumarán Burga              | Arequipa                                       |                                                |                                                |
| 1982                                                            | Cynthia Mabel Mercedes Piedra                  | Piura                                          |                                                |                                                |
| 1983                                                            | Lisbet Alcázar Rodríguez                       | Lima                                           |                                                |                                                |
| 1984                                                            | Gloria Cristina Loayza-Guerra                  | La Libertad                                    |                                                |                                                |
| 1985                                                            | Carmen del Rosario Muro Távara                 | Lambayeque                                     |                                                |                                                |
| 1986                                                            | Patricia Anne-Marie Kuypers Espejo             | Lima                                           |                                                |                                                |
| 1987                                                            | Suzette Marie Woodman                          | Perú USA                                       |                                                |                                                |
| 1988                                                            | Martha Elena Kaik Tosso                        | Lima                                           |                                                |                                                |
| 1989                                                            | Maritza Úrsula Zorrilla Priori                 | Lima                                           |                                                |                                                |
| 1990                                                            | Gisselle Anne Martínez Cuadros                 | Perú USA                                       |                                                |                                                |
| 1991                                                            | Claudia Figueroa Moy                           | Lima                                           |                                                |                                                |
| 1992                                                            | Ingrid Yrivarren Paz                           | Lima                                           |                                                |                                                |
| 1993                                                            | Mónika Sáez Grimm                              | Callao                                         |                                                |                                                |
| 1994                                                            | Marcia Isabella Pérez Marcés                   | Cuzco                                          |                                                |                                                |
| 1995                                                            | Paola Dellepiane Gianotti                      | Amazonas                                       |                                                |                                                |
| 1996                                                            | Mónica Chacón de Vettori                       | Loreto                                         |                                                |                                                |
| 1997                                                            | Claudia María Luque Barrantes                  | Amazonas                                       |                                                |                                                |
| 1998                                                            | Mariana Larrabure de Orbegoso                  | La Libertad                                    | Top 10                                         |                                                |
| 1999                                                            | Rosa Elvira Cartagena (destituida)             | Callao                                         |                                                |                                                |
| 1999                                                            | Wendy Monteverde Díaz (sustituta)              | Cuzco                                          |                                                |                                                |
| 2000                                                            | Tatiana Angulo Yarita                          | La Libertad                                    |                                                |                                                |
| 2001                                                            | Viviana Magaly del Rocío Rivasplata Aita       | Lambayeque                                     |                                                |                                                |
| 2002                                                            | Marina Beatriz Mora Montero                    | La Libertad                                    | 2ª Finalista                                   |                                                |
| 2003                                                            | Claudia María Hernández Oré                    | Piura                                          | Top 20                                         | Mejor Vestido de Diseñador                     |
| 2004                                                            | María Julia Mantilla García                    | La Libertad                                    | Miss Mundo 2004                                | Competencia de Deportes                        |

### Miss Asia Pacific Perú
| Sede/Año                                                 | Miss Asia Pacific Perú                         | Representación                                 | Posición                                       | Premios Especiales                             |
| -------------------------------------------------------- | ---------------------------------------------- | ---------------------------------------------- | ---------------------------------------------- | ---------------------------------------------- |
| 1985                                                     | Liliana Tapia Castillo                         | Lima                                           | 2.ª finalista                                  |                                                |
| 1986                                                     | Maria Rossana Matute Micola                    | Lima                                           | Top 16                                         |                                                |
| 1987                                                     | Maria Laura Buatamante Ibarra                  | Arequipa                                       | Top 15                                         |                                                |
| 1988                                                     | Silviana Sofhia Ferreira Iglesias              | Lima                                           |                                                |                                                |
| 1989                                                     | Patricia Olga Figueroa Vásquez                 | Lima                                           |                                                |                                                |
| No se realizó el concurso entre los años de 1990 y 1991. |                                                |                                                |                                                |                                                |
| 1992                                                     | Monika Patricia Sáez Grimm                     | Callao                                         |                                                |                                                |
| 1993                                                     | Perú no participó del certamen en el año 1993. | Perú no participó del certamen en el año 1993. | Perú no participó del certamen en el año 1993. | Perú no participó del certamen en el año 1993. |
| 1994                                                     | Jessica Vanessa Tapia Guiulfo                  | Lima                                           | Miss Asia Pacifico Internacional 1994          | Mejor en Traje de Baño                         |
| 1995                                                     | Rocío del Pilar Abed Chafloque                 | Lima                                           | 3.ª finalista                                  |                                                |
| 1996                                                     | Mariel Ocampo                                  | Lima                                           | 3.ª finalista                                  |                                                |
| 1997                                                     | Maia Cristina Larrañaga Leonhardt              | Huánuco                                        |                                                |                                                |
| 1998                                                     | Viviana Magaly del Rocío Rivasplata Aita       | Lambayeque                                     | Top 10                                         | Mejor Traje Nacional                           |
| 1999                                                     | Ana Fiorella Rentería                          | Piura                                          |                                                |                                                |
| 2000                                                     | Natalia Delgado                                | Ica                                            | Top 10                                         |                                                |
| 2001                                                     | Luciana Luisa Farfán Vargas                    | Puno                                           | Miss Asia Pacifico Internacional 2001          | Mejor Vestido Largo                            |
| 2002                                                     | Jennifer Lillian Fon Zegarra                   | Cuzco                                          |                                                | Mejor Traje Nacional                           |
| 2003                                                     | Tracy Natalia Freundt Bonilla                  | Lima                                           | 3.ª finalista                                  | Miss Fotogénica                                |
| 2004                                                     | No se realizó el concurso.                     | No se realizó el concurso.                     | No se realizó el concurso.                     | No se realizó el concurso.                     |
| 2005                                                     | Claudia Ortiz de Zevallos Cano                 | Arequipa                                       | 2.ª finalista                                  |                                                |

### Nuestra Belleza Internacional Perú
| Sede/Año | Nuestra Belleza Internacional Perú | Representación | Posición      | Premios Especiales   |
| -------- | ---------------------------------- | -------------- | ------------- | -------------------- |
| 1994     | Viviana Cisneros                   | Cuzco          |               | Mejor Traje Nacional |
| 1995     | Ljubica Vodanovic Ronquillo        | Huánuco        | 1.ª finalista | Mejor Traje Nacional |
| 1996     | Fiorella Faré Carrasco             | Áncash         | 3.ª finalista |                      |
| 1997     | Samanta Elie Guerres               | Cajamarca      |               |                      |

### Miss Maja Perú
| Sede/Año | Miss Maja Perú                      | Representación | Posición                     | Premios Especiales   |
| -------- | ----------------------------------- | -------------- | ---------------------------- | -------------------- |
| 1970     | Gloria Rivera Bedoya                | Lima           |                              | Mejor Traje Nacional |
| 1971     | Marilú de Cossío y Devidanco        | Junín          |                              | Miss Simpatía        |
| 1972     | Panchita Piedra                     | Tacna          | Top 10                       | Mejor Traje Nacional |
| 1973     | Nancy Simón Rivera                  | Madre de Dios  |                              |                      |
| 1974     | Freyda Noemí Schuller del Alcázar   | Lima           |                              |                      |
| 1975     | María Julia Fortunic                | Áncash         |                              |                      |
| 1977     | María del Carmen de Laguerra        | Lima           |                              |                      |
| 1978     | Elizabeth Draguilón Bonilla         | Cajamarca      | 1.ª finalista                |                      |
| 1979     | Liliana Ethel Prato Arias Schreiber | Callao         |                              |                      |
| 1980     | María Cristina Boza Pardo           | Piura          | Top 10                       |                      |
| 1981     | Nancy Brescia Scavia                | Perú Europa    | 2.ª finalista                |                      |
| 1982     | Karina Melgar Morey                 | Pasco          |                              | Mejor Traje Nacional |
| 1983     | Silvia Teresa Higueras Berger       | Tumbes         | Miss Maja Internacional 1983 |                      |
| 1984     | Mariella Susana Barragán Scavino    | Lima           |                              |                      |
| 1985     | Maybe Barrionuevo                   | Lima           |                              |                      |
| 1986     | María Dolores Martínez              | Tacna          |                              |                      |
| 1987     | Isabel Quiñones                     | Ica            |                              |                      |
| 1988     | Milagros Velasco                    | Cuzco          |                              |                      |
| 1989     | María Mercedes Dapelo Murro         | Lima           |                              |                      |

## Eventos

### Presentación oficial
La presentación oficial a la prensa es el primer evento del Perú, en el cual se da a conocer las candidatas del certamen y cómo se desarrollará el concurso en el año.

### Rumbo a la corona
Desde 2016, a manera de reality show, se hace un resumen de los diversos desafíos y entretenimientos que han tenido las candidatas y el proceso de selección y eliminación de las mismas. De esta manera, se presentan a las participantes que estarán en la Gala final.

### Gala final del Miss Perú
Es la transmisión en vivo de la noche final del concurso, en el cual se evalúa a las participantes que fueron elegidas y se realizan distintos desfiles. Luego, el jurado calificador elige a las semifinalistas que entrarán a la ronda de preguntas y finalmente se da a conocer a la ganadora.
| Edición | Fecha                                                                                           | Lugar del evento                                                                                | Conductores                                                                                     | Invitados                                                                                       | Transmisión                                                                                     |
| 1952    | 7 de junio de 1952                                                                              | Club Lawn Tennis de la Exposición, Lima                                                         | Pepe Ludmir                                                                                     | -                                                                                               | No fue televisado.                                                                              |
| 1953    | 26 de junio de 1953                                                                             | Teatro Municipal de Lima                                                                        | Pepe Ludmir                                                                                     | -                                                                                               | No fue televisado.                                                                              |
| 1954    | 26 de junio de 1954                                                                             | Teatro Municipal de Lima                                                                        | Pepe Ludmir                                                                                     | -                                                                                               | No fue televisado.                                                                              |
| 1955    | No se realizó el certamen nacional Miss Perú 1955 debido a la situación política del país.      | No se realizó el certamen nacional Miss Perú 1955 debido a la situación política del país.      | No se realizó el certamen nacional Miss Perú 1955 debido a la situación política del país.      | No se realizó el certamen nacional Miss Perú 1955 debido a la situación política del país.      | No se realizó el certamen nacional Miss Perú 1955 debido a la situación política del país.      |
| 1956    | 9 de julio de 1956                                                                              | Teatro Municipal de Lima                                                                        | Pepe Ludmir                                                                                     | -                                                                                               | No fue televisado.                                                                              |
| 1957    | 6 de julio de 1957                                                                              | Teatro Municipal de Lima                                                                        | Pepe Ludmir                                                                                     | -                                                                                               | No fue televisado.                                                                              |
| 1958    | 5 de julio de 1958                                                                              | Teatro Municipal de Lima                                                                        | Pepe Ludmir                                                                                     | -                                                                                               | No fue televisado.                                                                              |
| 1959    | 15 de julio de 1959                                                                             | Teatro Municipal de Lima                                                                        | Pepe Ludmir                                                                                     | -                                                                                               | No fue televisado.                                                                              |
| 1960    | 28 de junio de 1960                                                                             | Teatro Municipal de Lima                                                                        | Pepe Ludmir                                                                                     | -                                                                                               | No fue televisado.                                                                              |
| 1961    | 8 de junio de 1961                                                                              | Teatro Municipal de Lima                                                                        | Pepe Ludmir                                                                                     | -                                                                                               | No fue televisado.                                                                              |
| 1962    | La gala final no se celebró debido a que la Miss Perú 1962 fue designada.                       | La gala final no se celebró debido a que la Miss Perú 1962 fue designada.                       | La gala final no se celebró debido a que la Miss Perú 1962 fue designada.                       | La gala final no se celebró debido a que la Miss Perú 1962 fue designada.                       | La gala final no se celebró debido a que la Miss Perú 1962 fue designada.                       |
| 1963    | 6 de julio de 1963                                                                              | Teatro Municipal de Lima                                                                        | Pepe Ludmir                                                                                     | -                                                                                               | No fue televisado.                                                                              |
| 1964    | 16 de julio de 1964                                                                             | Teatro Municipal de Lima                                                                        | Pepe Ludmir                                                                                     | -                                                                                               | No fue televisado.                                                                              |
| 1965    | 3 de julio de 1965                                                                              | Teatro Municipal de Lima                                                                        | Pepe Ludmir                                                                                     | -                                                                                               | No fue televisado.                                                                              |
| 1966    | 4 de julio de 1966                                                                              | Teatro Alcázar, Lima                                                                            | Pepe Ludmir                                                                                     | -                                                                                               | No fue televisado.                                                                              |
| 1967    | 27 de junio de 1967                                                                             | Cine El Pacífico, Lima                                                                          | Pepe Ludmir                                                                                     | -                                                                                               | No fue televisado.                                                                              |
| 1968    | 19 de junio de 1968                                                                             | Teatro Municipal de Lima                                                                        | Pepe Ludmir                                                                                     | -                                                                                               | No fue televisado.                                                                              |
| 1969    | 5 de julio de 1969                                                                              | Teatro Municipal de Lima                                                                        | Pepe Ludmir y Augusto Ferrando                                                                  | César Altamirano Los Hermanos Zañartu                                                           | Panamericana Televisión                                                                         |
| 1970    | 12 de junio de 1970                                                                             | Teatro Municipal de Lima                                                                        | Pepe Ludmir                                                                                     | -                                                                                               | Panamericana Televisión                                                                         |
| 1971    | 12 de julio de 1971                                                                             | Teatro Municipal de Lima                                                                        | Pepe Ludmir                                                                                     | Norma Nolan Iêda Maria Vargas                                                                   | Panamericana Televisión                                                                         |
| 1972    | 6 de julio de 1972                                                                              | Teatro Municipal de Lima                                                                        | Pepe Ludmir                                                                                     | -                                                                                               | Panamericana Televisión                                                                         |
| 1973    | No se realizó el certamen nacional Miss Perú 1973 por disposición del gobierno militar peruano. | No se realizó el certamen nacional Miss Perú 1973 por disposición del gobierno militar peruano. | No se realizó el certamen nacional Miss Perú 1973 por disposición del gobierno militar peruano. | No se realizó el certamen nacional Miss Perú 1973 por disposición del gobierno militar peruano. | No se realizó el certamen nacional Miss Perú 1973 por disposición del gobierno militar peruano. |
| 1974    | No se realizó el certamen nacional Miss Perú 1974 por disposición del gobierno militar peruano. | No se realizó el certamen nacional Miss Perú 1974 por disposición del gobierno militar peruano. | No se realizó el certamen nacional Miss Perú 1974 por disposición del gobierno militar peruano. | No se realizó el certamen nacional Miss Perú 1974 por disposición del gobierno militar peruano. | No se realizó el certamen nacional Miss Perú 1974 por disposición del gobierno militar peruano. |
| 1975    | 25 de junio de 1975                                                                             | Sheraton Lima Hotel & Convention Center, Lima                                                   | Augusto Polo Campos                                                                             | -                                                                                               | No fue televisado.                                                                              |
| 1976    | La gala final no se celebró debido a que la Miss Perú 1976 fue designada.                       | La gala final no se celebró debido a que la Miss Perú 1976 fue designada.                       | La gala final no se celebró debido a que la Miss Perú 1976 fue designada.                       | La gala final no se celebró debido a que la Miss Perú 1976 fue designada.                       | La gala final no se celebró debido a que la Miss Perú 1976 fue designada.                       |
| 1977    | La gala final no se celebró debido a que la Miss Perú 1977 fue designada.                       | La gala final no se celebró debido a que la Miss Perú 1977 fue designada.                       | La gala final no se celebró debido a que la Miss Perú 1977 fue designada.                       | La gala final no se celebró debido a que la Miss Perú 1977 fue designada.                       | La gala final no se celebró debido a que la Miss Perú 1977 fue designada.                       |
| 1978    | 1 de junio de 1978                                                                              | Teatro Municipal de Lima                                                                        | Luis Ángel Pinasco y Sonia Oquendo                                                              | -                                                                                               | América Televisión                                                                              |
| 1979    | 26 de junio de 1979                                                                             | Teatro Municipal de Lima                                                                        | Pablo de Madalengoitia y Elvira de la Puente                                                    | Los Hermanos Zañartu                                                                            | América Televisión                                                                              |
| 1980    | 10 de junio de 1980                                                                             | Teatro Municipal de Lima                                                                        | Luis Ángel Pinasco y Sonia Oquendo                                                              | Maritza Sayalero Regina Alcóver                                                                 | América Televisión                                                                              |
| 1981    | 27 de junio de 1981                                                                             | Teatro Municipal de Lima                                                                        | Johnny López y Silvia Maccera                                                                   | -                                                                                               | Panamericana Televisión                                                                         |
| 1982    | 8 de junio de 1982                                                                              | Teatro Segura, Lima                                                                             | Pepe Ludmir y Silvia Maccera                                                                    | Eva Ayllón Perú Negro                                                                           | Panamericana Televisión                                                                         |
| 1983    | 13 de junio de 1983                                                                             | Coliseo Amauta, Lima                                                                            | Humberto Martínez Morosini y Silvia Maccera                                                     | Danny Daniel                                                                                    | Panamericana Televisión                                                                         |
| 1984    | 19 de mayo de 1984                                                                              | Coliseo Amauta, Lima                                                                            | Humberto Martínez Morosini, Cynthia Piedra y Silvia Maccera                                     | Ritchie                                                                                         | Panamericana Televisión                                                                         |
| 1985    | 10 de junio de 1985                                                                             | Coliseo Amauta, Lima                                                                            | Jorge Beleván y Silvia Maccera                                                                  | Roxana Valdivieso Melissa Fausto                                                                | Panamericana Televisión                                                                         |
| 1986    | 25 de mayo de 1986                                                                              | Teatro Municipal de Arequipa                                                                    | Jorge Beleván y Silvia Maccera                                                                  | -                                                                                               | Panamericana Televisión                                                                         |
| 1987    | 20 de marzo de 1987                                                                             | Coliseo Cerrado La Casa de la Juventud, Cusco                                                   | Jorge Beleván y Silvia Maccera                                                                  | -                                                                                               | Panamericana Televisión                                                                         |
| 1988    | 27 de abril de 1988                                                                             | Teatro Segura, Lima                                                                             | Horacio Paredes e Inés Hormazábal                                                               | -                                                                                               | Frecuencia 2                                                                                    |
| 1989    | 16 de abril de 1989                                                                             | Coliseo Amauta, Lima                                                                            | Gonzalo Iwasaki y Katia Crovetti                                                                | María Martha Serra Lima Orlando Netti                                                           | Panamericana Televisión                                                                         |
| 1990    | 1 de abril de 1990                                                                              | Teatro Municipal de Lima                                                                        | Jorge Beleván                                                                                   | Samir Giha                                                                                      | Canal 13                                                                                        |
| 1991    | 20 de abril de 1991                                                                             | Coliseo Cerrado de Arequipa                                                                     | Humberto Martínez Morosini con Fabiola Palomino y Rocky Belmonte                                | -                                                                                               | Panamericana Televisión                                                                         |
| 1992    | 1 de abril de 1992                                                                              | Sheraton Lima Hotel & Convention Center, Lima                                                   | -                                                                                               | Samir Giha                                                                                      | No fue televisado.                                                                              |
| 1993    | La gala final no se celebró debido a que la Miss Perú 1993 fue designada.                       | La gala final no se celebró debido a que la Miss Perú 1993 fue designada.                       | La gala final no se celebró debido a que la Miss Perú 1993 fue designada.                       | La gala final no se celebró debido a que la Miss Perú 1993 fue designada.                       | La gala final no se celebró debido a que la Miss Perú 1993 fue designada.                       |
| 1994    | 10 de abril de 1994                                                                             | Laguna de Huacachina, Ica                                                                       | Antonio Vodanovic, Horacio Paredes y Jessica Newton                                             | Guillermo Dávila Elsa María Elejalde Samir Giha                                                 | Andina de Televisión                                                                            |
| 1995    | 19 de marzo de 1995                                                                             | Óvalo de Miraflores, Lima                                                                       | Antonio Vodanovic y Jessica Newton                                                              | Pedro Suárez-Vértiz Marcos Llunas                                                               | Andina de Televisión                                                                            |
| 1996    | 12 de abril de 1996                                                                             | Teatro Municipal de Lima                                                                        | Omar Fierro y Cecilia Bolocco                                                                   | Gianmarco Ángela Carrasco                                                                       | América Televisión                                                                              |
| 1997    | 1 de abril de 1997                                                                              | Teatro Municipal de Lima                                                                        | Omar Fierro y Karina Rivera                                                                     | Christian Meier Alejandro Lerner                                                                | América Televisión                                                                              |
| 1998    | 16 de abril de 1998                                                                             | Centro de Convenciones María Angola, Lima                                                       | Jorge Beleván y Sofía Franco                                                                    | La Toya Jackson                                                                                 | América Televisión                                                                              |
| 1999    | 20 de abril de 1999                                                                             | Centro de Convenciones María Angola, Lima                                                       | Humberto Martínez Morosini con Sofía Franco, Michael Patzl, Karina Rivera y Orlando Fundichely  | Maggie Carlés                                                                                   | América Televisión                                                                              |
| 2000    | 15 de abril de 2000                                                                             | Teatro Peruano Japonés, Lima                                                                    | Rubén García y Karina Rivera                                                                    | Christian Meier La Orquesta Sinfónica Nacional                                                  | Frecuencia Latina                                                                               |
| 2001    | 27 de abril de 2001                                                                             | Swissôtel, Lima                                                                                 | Santiago Salaberry, Marian Valero y Jessica Newton                                              | Los Rabanes Ilegales                                                                            | Frecuencia Latina                                                                               |
| 2002    | 27 de abril de 2002                                                                             | Estudio 4 de Barranco, Lima                                                                     | Francisco Paz                                                                                   | Denise Quiñones                                                                                 | América Televisión                                                                              |
| 2003    | 29 de abril de 2003                                                                             | Sheraton Lima Hotel & Convention Center, Lima                                                   | Guillermo Villalobos y Milene Vásquez con Jessica Newton                                        | -                                                                                               | Frecuencia Latina                                                                               |
| 2004    | 19 de abril de 2004                                                                             | Swissôtel, Lima                                                                                 | Cristian Rivero con Viviana Rivasplata, Marina Mora, Adriana Zubiate y Jessica Newton           | Luis Jara                                                                                       | Frecuencia Latina                                                                               |
| 2005    | 16 de abril de 2005                                                                             | Parque de la Exposición, Lima                                                                   | Luis Ángel Pinasco y Laura Huarcayo                                                             | Jorge Pardo                                                                                     | América Televisión                                                                              |
| 2006    | 19 de abril de 2006                                                                             | Parque de la Exposición, Lima                                                                   | Marcelo Oxenford y Adriana Quevedo                                                              | Fabiola de la Cuba                                                                              | Panamericana Televisión                                                                         |
| 2007    | La gala final no se celebró debido a que la Miss Perú 2007 fue designada.                       | La gala final no se celebró debido a que la Miss Perú 2007 fue designada.                       | La gala final no se celebró debido a que la Miss Perú 2007 fue designada.                       | La gala final no se celebró debido a que la Miss Perú 2007 fue designada.                       | La gala final no se celebró debido a que la Miss Perú 2007 fue designada.                       |
| 2008    | 1 de mayo de 2008                                                                               | Universidad San Juan Bautista, Lima                                                             | Homero Cristalli y Adriana Quevedo                                                              | Jimmy Bad Boy                                                                                   | Panamericana Televisión                                                                         |
| 2009    | 4 de abril de 2009                                                                              | Hacienda Villa de Chorrillos, Lima                                                              | Gonzalo Iwasaki y Edith Tapia                                                                   | Jean Paul Strauss                                                                               | Panamericana Televisión                                                                         |
| 2010    | 22 de mayo de 2010                                                                              | Parque de la Amistad, Lima                                                                      | Jorge Beleván y Mónica Chacón de Vettori                                                        | -                                                                                               | Panamericana Televisión                                                                         |
| 2011    | 25 de junio de 2011                                                                             | Fortaleza del Real Felipe, Callao                                                               | Jorge Beleván y María Julia Mantilla                                                            | -                                                                                               | Panamericana Televisión                                                                         |
| 2012    | La gala final no se celebró debido a que la Miss Perú 2012 fue designada.                       | La gala final no se celebró debido a que la Miss Perú 2012 fue designada.                       | La gala final no se celebró debido a que la Miss Perú 2012 fue designada.                       | La gala final no se celebró debido a que la Miss Perú 2012 fue designada.                       | La gala final no se celebró debido a que la Miss Perú 2012 fue designada.                       |
| 2013    | 30 de junio de 2012                                                                             | Fortaleza del Real Felipe, Callao                                                               | Jorge Beleván y María Teresa Braschi                                                            | Maricielo Effio con la Academia de baile "Talentos"                                             | Panamericana Televisión                                                                         |
| 2014    | 12 de abril de 2014                                                                             | Parque de la Amistad, Lima                                                                      | Jorge Beleván y Elba Fahsbender                                                                 | -                                                                                               | Panamericana Televisión                                                                         |
| 2015    | 2 de junio de 2015                                                                              | Belmond Miraflores Park Hotel, Lima                                                             | Joselito Carrera y Jessica Newton                                                               | -                                                                                               | No fue televisado.                                                                              |
| 2016    | 23 de abril de 2016                                                                             | Estudios América Pachacamac, Lima                                                               | María Julia Mantilla, Mathias Brivio y Jessica Newton                                           | Pia Wurtzbach Bigal & L. Jake Micheille Soifer                                                  | América Televisión                                                                              |
| 2017    | La gala final no se celebró debido a que la Miss Perú 2017 fue designada.                       | La gala final no se celebró debido a que la Miss Perú 2017 fue designada.                       | La gala final no se celebró debido a que la Miss Perú 2017 fue designada.                       | La gala final no se celebró debido a que la Miss Perú 2017 fue designada.                       | La gala final no se celebró debido a que la Miss Perú 2017 fue designada.                       |
| 2018    | 29 de octubre de 2017                                                                           | Teatro Municipal de Lima                                                                        | Cristian Rivero y Karen Schwarz con Jessica Newton                                              | Leslie Shaw Deyvis Orosco Ezio Oliva Jonathan Molly                                             | Latina Televisión                                                                               |
| 2019    | 21 de octubre del 2018 (Edición reemplazada por destitución de la ganadora)                     | Teatro Municipal de Lima                                                                        | Cristian Rivero y Karen Schwarz con Jessica Newton                                              | Chyno Miranda Tony Succar Jonathan Molly                                                        | Latina Televisión                                                                               |
| 2019    | 20 de octubre de 2019 (Edición especial "Reina de Reinas")                                      | Centro de Convenciones Maracaná, Lima                                                           | Fernando Carrillo y Andrea Moberg con Jessica Newton                                            | Manuel José                                                                                     | Latina Televisión                                                                               |
| 2020    | 29 de noviembre de 2020                                                                         | Concurso virtual                                                                                | Varo Vargas y Jessica Newton                                                                    | -                                                                                               | Miss Perú en YouTube.                                                                           |
| 2021    | 10 de octubre de 2021                                                                           | Concurso virtual                                                                                | Varo Vargas y Jessica Newton                                                                    | -                                                                                               | Miss Perú en YouTube.                                                                           |
| 2022    | 14 de junio de 2022                                                                             | Estudios América Pachacamac, Lima                                                               | Renzo Schuller y Johanna San Miguel                                                             | -                                                                                               | América Televisión                                                                              |
| 2023    | 18 de mayo de 2023                                                                              | Estudios América Pachacamac, Lima                                                               | Renzo Schuller y Johanna San Miguel                                                             | Alessia & Vambina                                                                               | América Televisión                                                                              |
| 2024    | 9 de junio de 2024                                                                              | Plaza Grau, Callao                                                                              | Carlos Adyan y Laura Spoya                                                                      | Guaynaa                                                                                         | Miss Perú en YouTube.                                                                           |
| 2025    | 15 de junio de 2025                                                                             | Templo Coricancha, Cusco                                                                        | Carlos Adyan y Emilia Dides                                                                     | -                                                                                               | Miss Perú en YouTube.                                                                           |

## Controversias
- En 1982, se reportó la primera acusación de negar la participación de afroperuanas en el certamen.[13]
- En 1999, Rosa Elvira Cartagena fue la primera mujer negra en recibir la coronación nacional.[14]